# ソウル駅

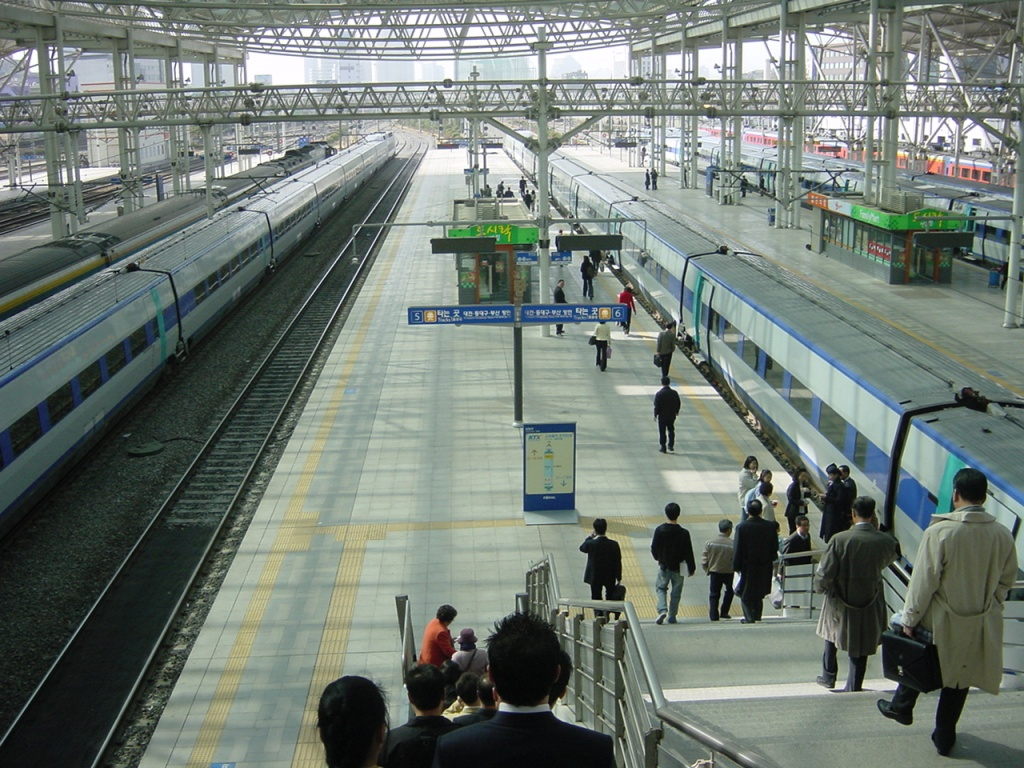
プラットフォーム

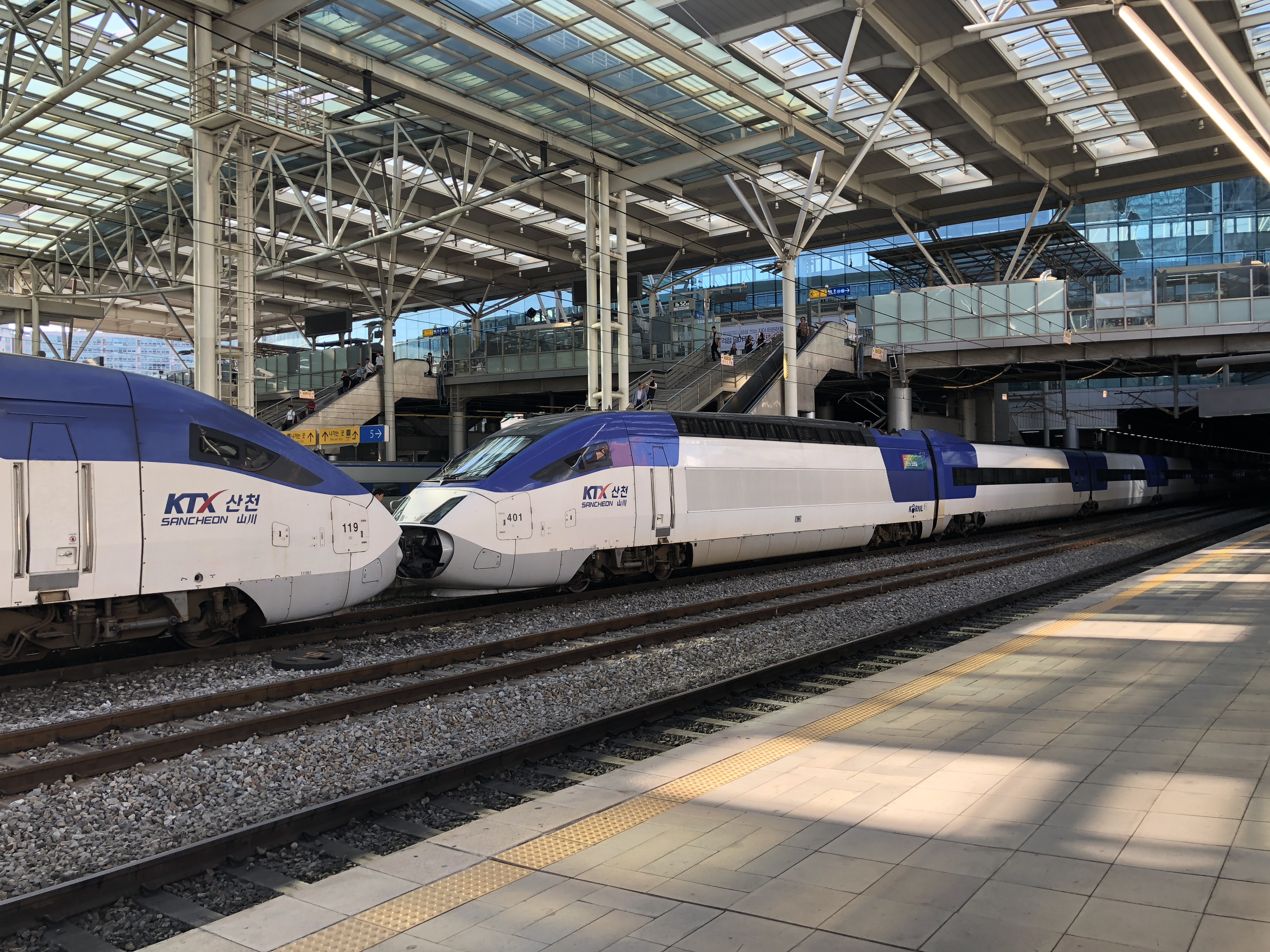
高速列車　KTX

ソウル駅（ソウルえき）は、大韓民国ソウル特別市龍山区及び中区にある、韓国鉄道公社（KORAIL）と空港鉄道（A'REX）の駅。

## 概要
韓国の首都ソウルのCBD（光化門業務地区）の南端に位置し、龍山駅・清凉里駅と並ぶソウルの三大ターミナル駅の一つである。2004年のKTX開業に合わせて、大規模な商業施設を併設した橋上駅舎が建設された。それまで使用していた旧駅舎は保存されている。
2010年に仁川国際空港鉄道が当駅まで開通し、直通列車が43分で結ぶようになった。仁川国際空港直通リムジンバスも発着している。
2017年、駅の上を跨ぐソウル駅高架道路を改修した遊歩道「Seoullo7017」が完成した。
ソウル交通公社（地下鉄）のソウル駅は乗換駅であるが、正確には「駅」の字も固有名詞に含まれており、「ソウル駅」駅が正式名称である。地上にあるKORAILのソウル駅と区別するため、「地下ソウル駅」と呼ぶことがある（ただしソウル交通公社の駅からもKORAILの車両が発着する）。なお、京義線や空港鉄道の駅名標には「ソウル駅」と表記されているが、こちらの正式な駅名は「ソウル」のみである。

### 乗り入れ路線
KORAILの駅に乗り入れている路線は、線路名称上は京釜本線と京義本線の2路線であり、いずれも当駅が起点である。
京釜線は高速列車のKTX、一般列車のITX-セマウル・ムグンファ号といった優等列車のターミナル駅で、京釜線の他に忠北線・東海線・慶全線（密陽経由）・京江線（平昌・江陵方面、KTXのみ）に直通する列車も発着する。
京義線は、幸信発着のKTX以外は、一般列車の回送列車が運行される。京釜高速線・湖南高速線を経由するKTXは、南方は衿川区庁駅付近にある始興連結線分岐（ソウル駅から17.7km）まで京釜線の線路を経由する（水原経由のKTXは大田駅まで京釜線を走行）。
なお、京釜線の列車のうち、湖南線・全羅線・長項線・慶全線（西光州経由）方面に直通する列車は、一部を除き龍山駅発着となっている。また、幸信発着のKTXの一部列車は当駅を通過し、龍山駅に停車する。
その他に京義線には京義・中央線といった首都圏電鉄の運行系統が走行する。なお、京義・中央線と1号線・4号線・空港鉄道は改札外乗り換えとなっており、T-money使用時のみ乗換割引が適用される。京義・中央線の駅番号はP313。
仁川国際空港鉄道は当駅が起点であり、A01の駅番号が付与されている。
首都圏広域急行鉄道A路線の駅番号はX106。

## 歴史
ソウル駅は、1900年7月8日に京仁鉄道合資会社（現在の京仁線）の「南大門（ナムデムン）駅」として開業した。駅名は周辺にある崇礼門（南大門）にちなむ。
1899年9月18日に部分開業した京仁線は、漢江の南側にある鷺梁津駅が起点となっていた。1900年7月5日、難工事だった漢江鉄橋の完成により北に延伸され、京城（キョンソン）駅が路線の起点となり、首都・漢城府と仁川港が鉄道で結ばれた。なお、京城駅は後に西大門駅に改称され、1919年に廃止された。
南大門駅は、京城駅の一つ手前に位置し、町はずれの水田の中にある小さな駅だった。南の龍山駅のほうが規模が大きく、南大門駅は補助的な役割を果たす駅に過ぎなかった。1905年に京釜線、翌1906年には京義線が龍山駅を起点に開通し、朝鮮半島を貫く列車が龍山駅を通るようになったが、南大門駅は龍山駅から別れる盲腸線の中間駅にとどまっていた。
1910年、韓国併合により首都漢城が京城（けいじょう）と改称された。京城府の人口が増加するにつれて、京城の玄関口となる中央駅を作る必要性が増した。当時の実質的な中心駅で京釜線・京義線・京元線の起点であった龍山駅は軍事的用途で使用されており、市街から離れていて中央駅にはふさわしくなかった。このため、南大門駅を新たな京城府中央駅として大改造することになり、京義線の分岐を南大門駅北側に新設する工事が行われた。
1922年、新駅舎の建設工事が始まった。1923年1月1日には「京城（けいじょう）駅」と改称され、1925年、現在も残る赤レンガの駅舎が竣工した。当時、東京駅に次ぐ国内第2の規模の駅舎であった。京城駅は満洲方面の国際列車を扱うなど、朝鮮半島の鉄道輸送において中心的役割を担うことになった。

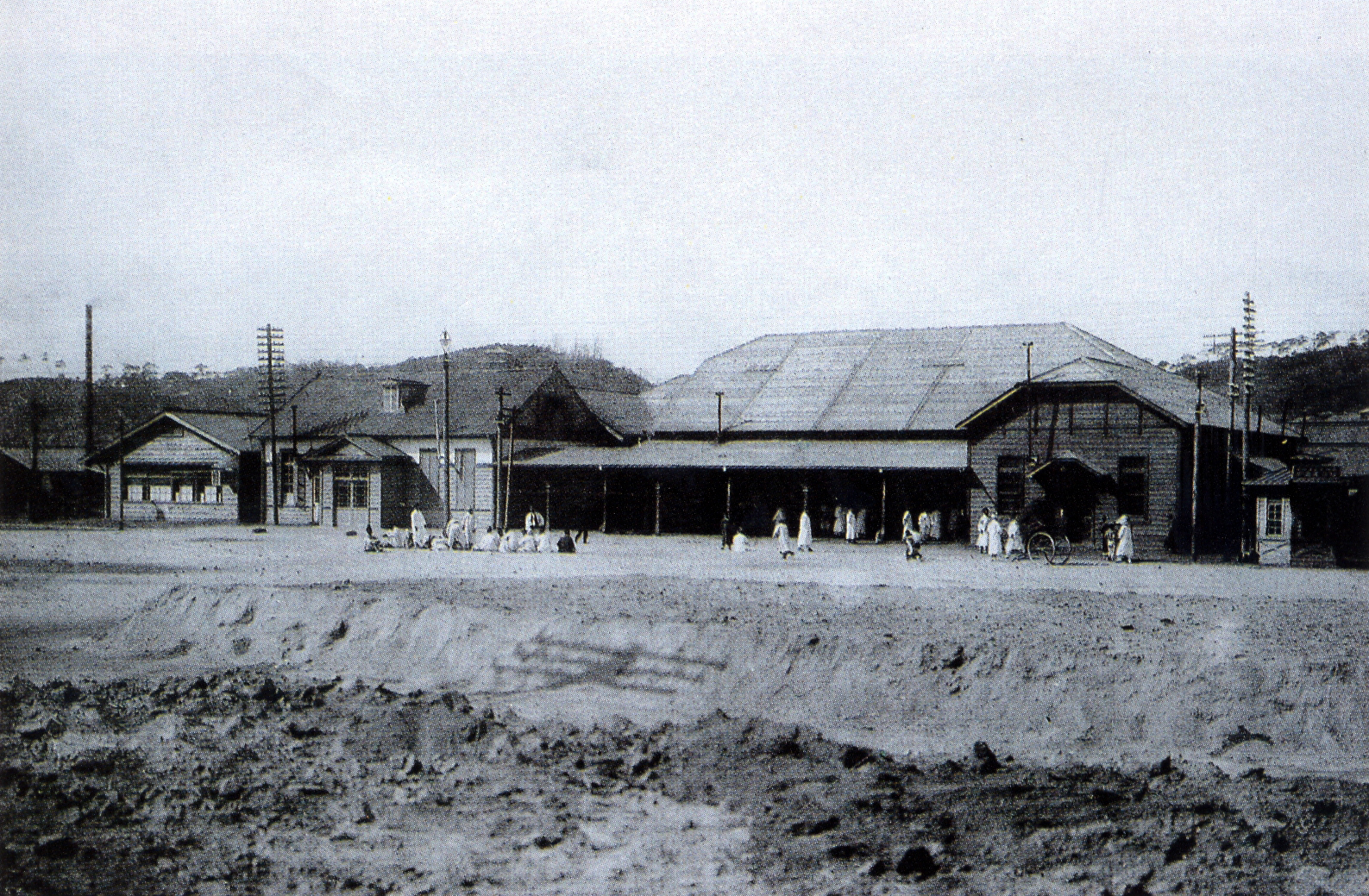
当初の南大門駅（1910年頃）
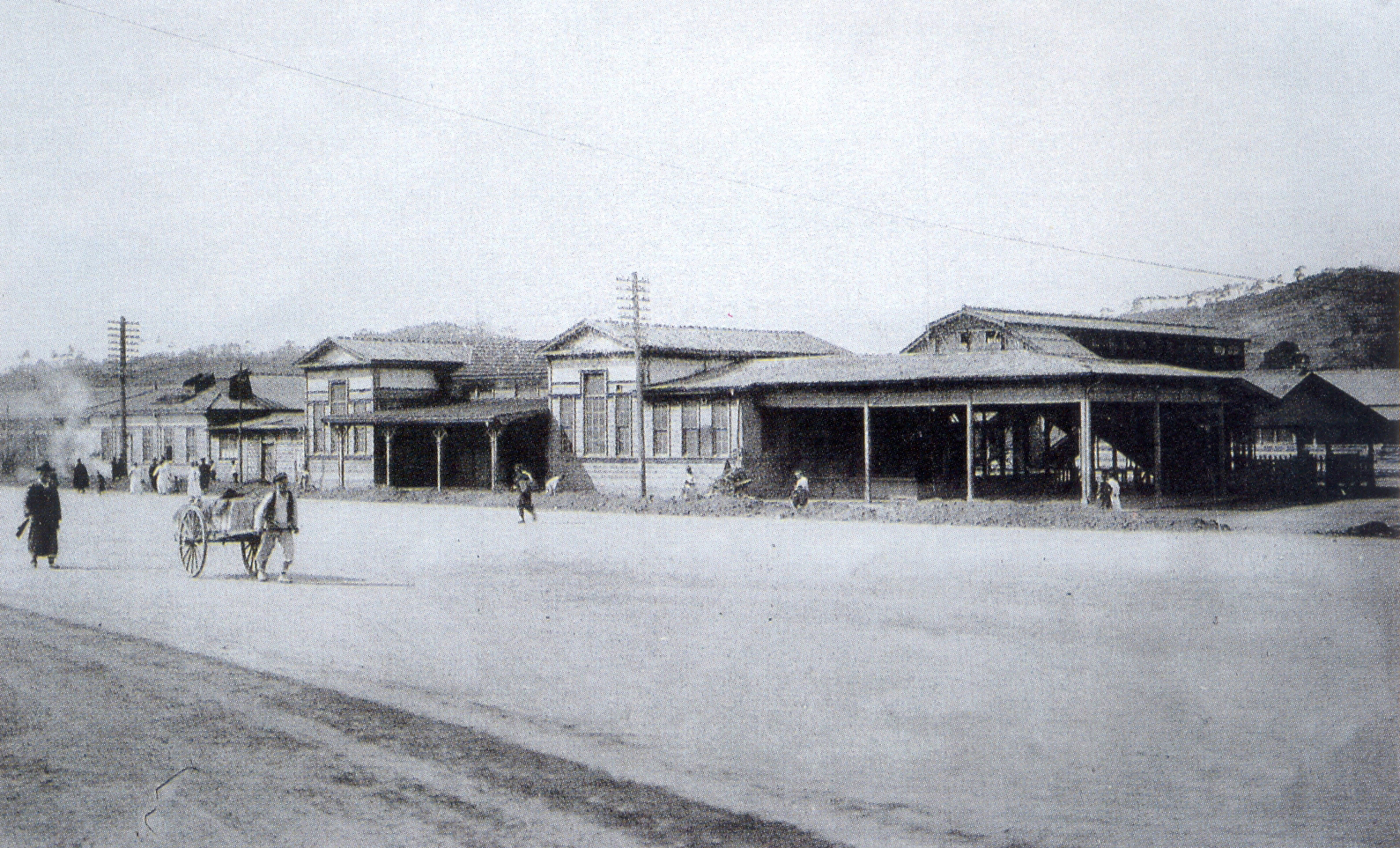
南大門駅（1910年頃）
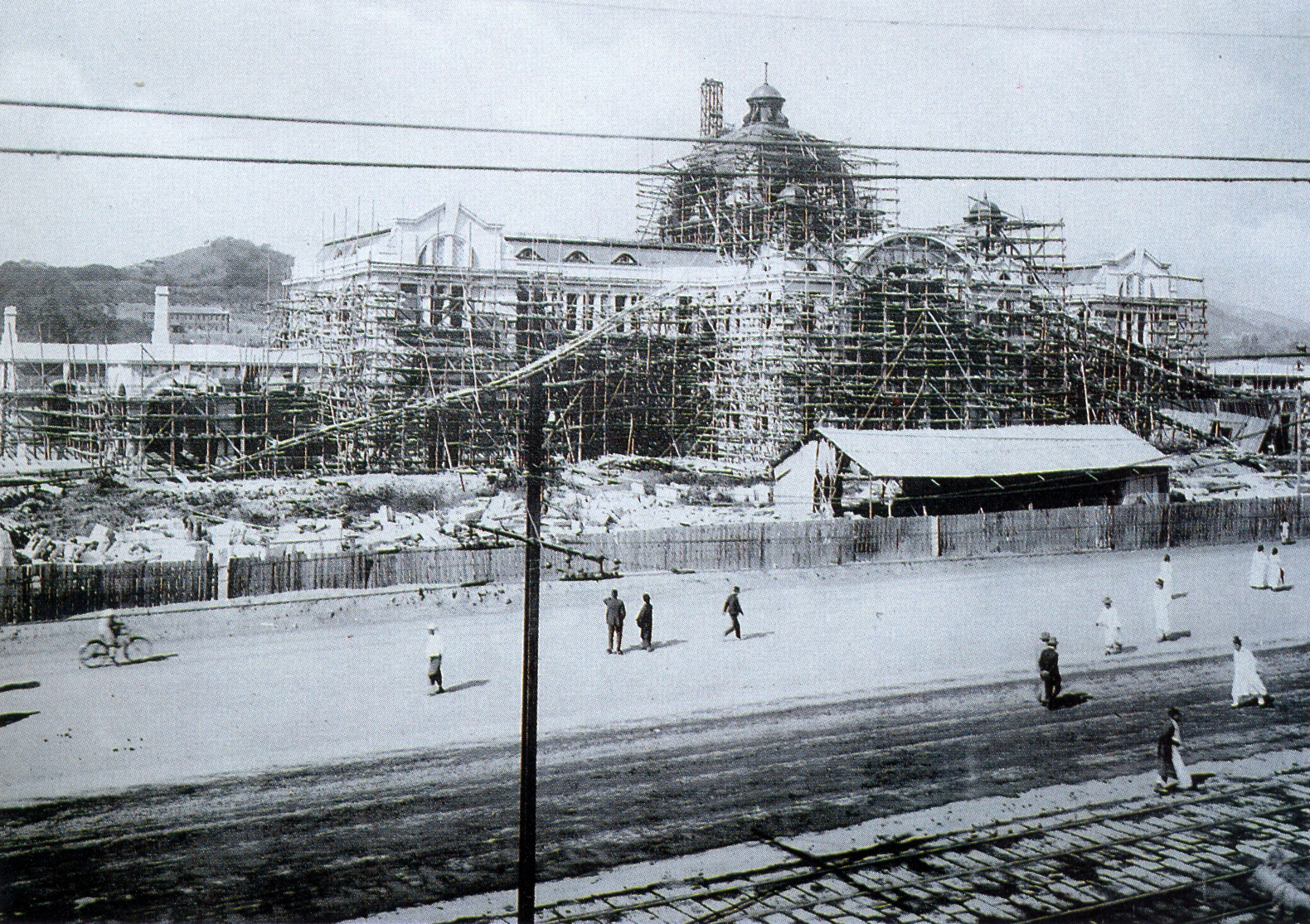
京城駅レンガ駅舎の建設（1924年）
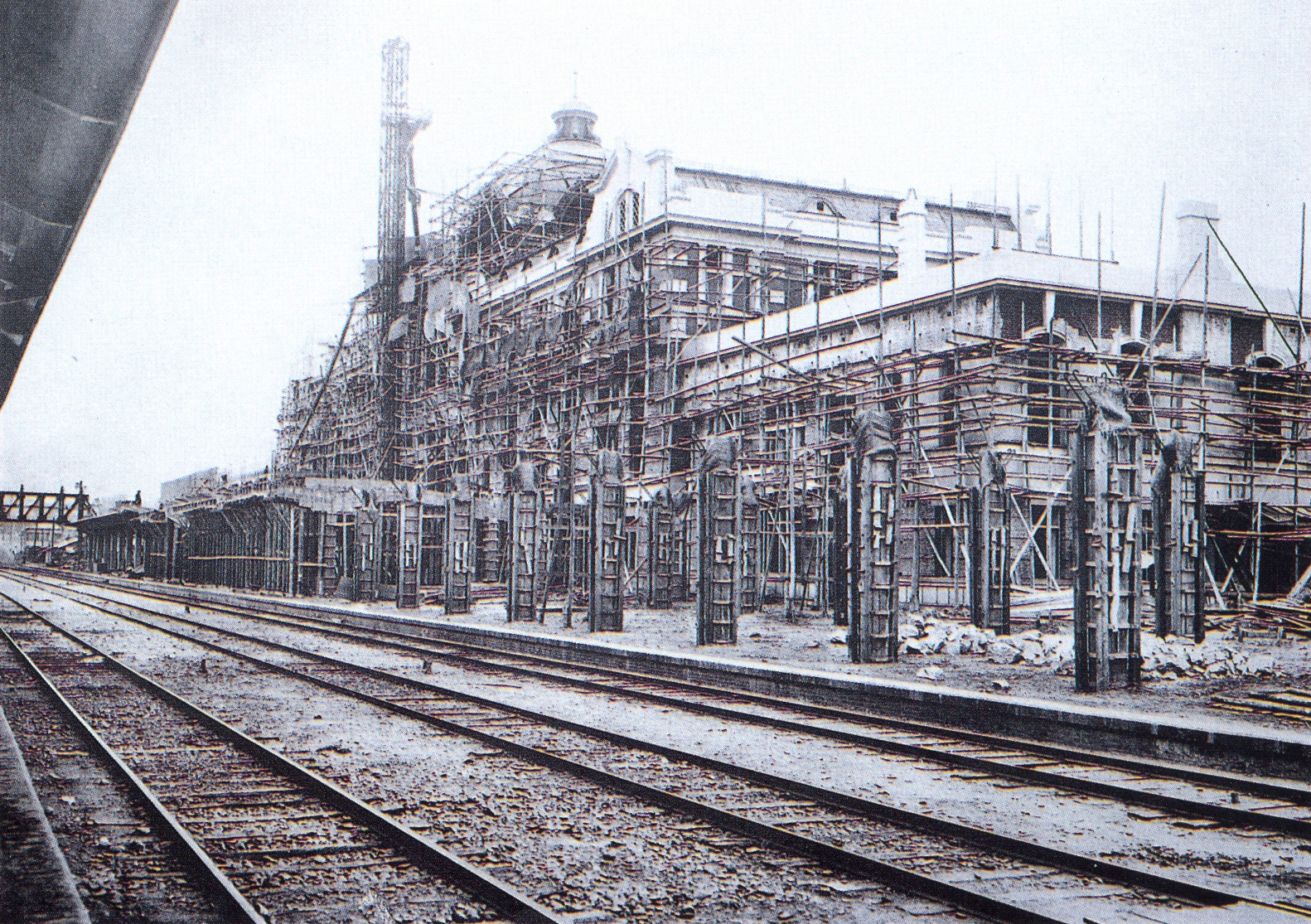
レンガ駅舎の建設（1924年）

戦後、1946年8月15日に出されたソウル市憲章により都市名「京城府」は「ソウル市」と改称されるが、京城駅から「ソウル駅」への改称はこれより遅れ、1947年11月1日のことである。ソウル駅は朝鮮戦争以降に何度も拡張された。1957年にはソウル駅の西に京義線のみを扱う西部駅舎を新設し、地域住民の旅客利用を補助した。1970年代の経済成長期を経て、旅客数が急増し、従来の駅舎では手狭になったため、1988年ソウルオリンピックに合わせて従来のソウル駅舎と西部駅舎を結ぶ橋上駅舎が竣工した。
2003年に現在のガラス張りの巨大な駅舎が民間資本により竣工し、東口の位置が南側に移動したため、旧駅舎は駅としての役割を終えた。2004年4月1日からKTXが乗り入れるようになった。過去には京釜線・湖南線・全羅線・長項線などの長距離列車がソウル駅始発で運行されたが、2004年のKTX開通後は、線路容量の問題ですべての列車をソウル駅で処理することができなくなり、湖南・全羅・長項線の始発駅はソウル駅から龍山駅に変わった。
2010年には仁川空港への仁川国際空港鉄道が開業した。

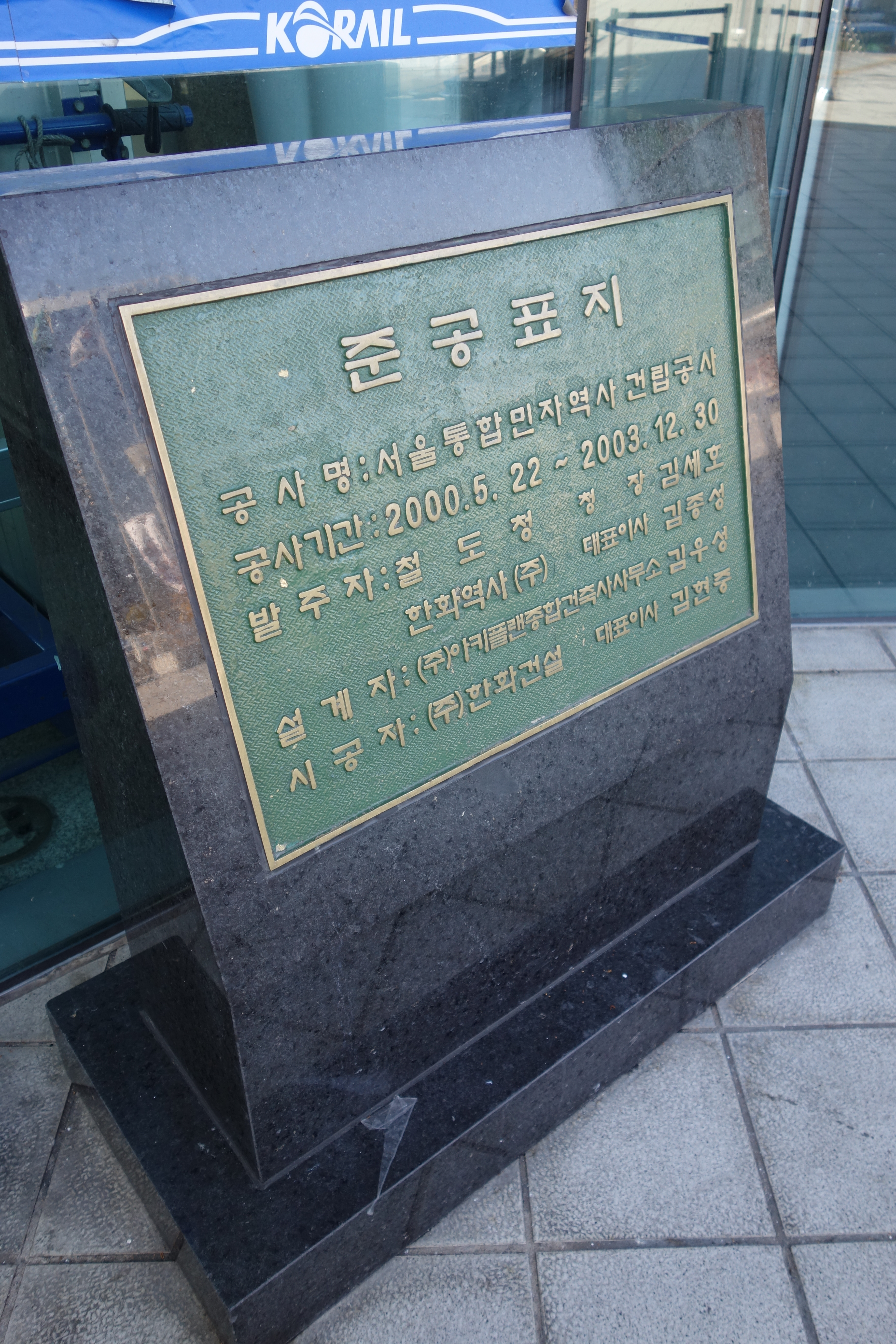
現行駅舎の竣工記録

### 年表
- 1900年7月8日 - 京仁線「南大門（ナムデムン）駅」として開業。
- 1921年7月11日 - 京義線が当駅に乗り入れる。
- 1923年1月1日 - 「京城（けいじょう）駅」に改称。
- 1925年9月30日 - 旧駅舎完成。
- 1947年11月1日 - 「ソウル駅」に改称。
- 1957年 - 西部駅舎竣工。
- 1988年9月12日 - 1代目民資駅舎（現在のロッテマート）竣工。
- 2003年11月28日 - 2代目民資駅舎（現在の駅舎）が竣工し、所在地を変更。[3]
- 2004年4月1日 - KTX運行開始。
- 2006年5月1日 - 貨物取り扱い中止。
- 2009年7月1日 - 京義電鉄線が開業、同時に京義線通勤列車運転終了。
- 2010年12月29日 - 仁川国際空港鉄道が当駅まで開業。
- 2011年8月16日 - 乗り換え通路着工。
- 2014年6月30日 - 水色駅を経由して空港鉄道に直通するKTXが運行開始。
- 2015年3月28日 - 空港鉄道 - 地下ソウル駅乗り換え通路の供用開始。
- 2017年3月24日 - KORAILソウル駅 - 地下ソウル駅乗り換え通路の供用開始。
- 2018年8月31日 - KTX 仁川国際空港方面への直通が廃止[4]
- 2019年12月30日 - 京釜電鉄線急行が乗り入れ廃止。（現在は乗り入れを再開）
- 2024年12月28日：首都圏広域急行鉄道A路線が当駅まで開業[5]。
- 2025年 - 新安山線開通により首都圏電鉄5路線の乗換駅になる予定。

### ソウル駅旧駅舎（京城駅）

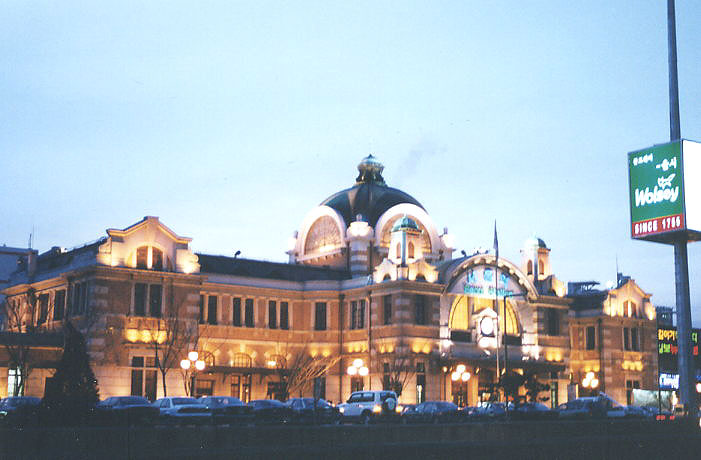
ソウル駅旧駅舎の夜景

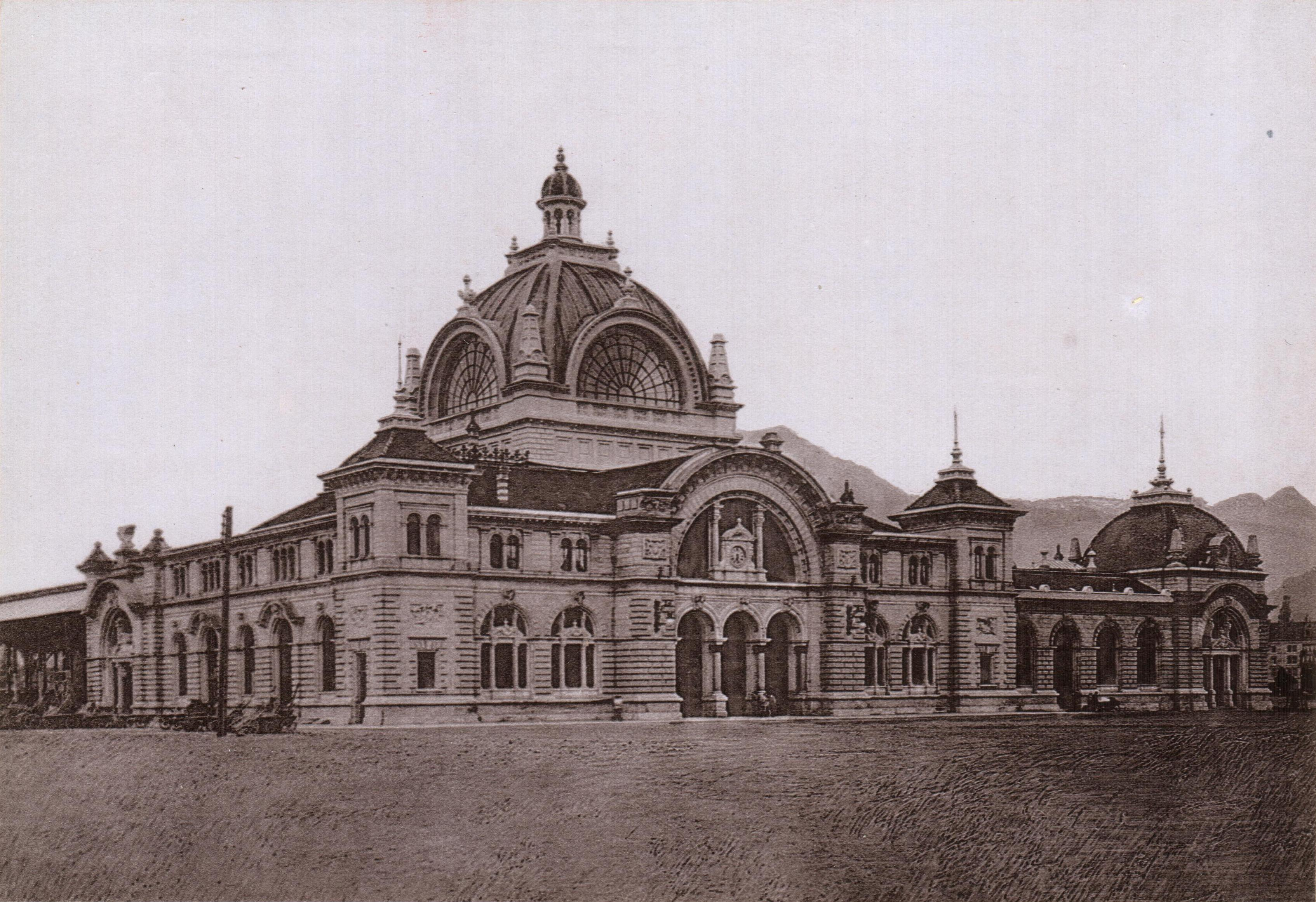
1896年竣工のルツェルン駅旧駅舎。ソウル駅の建設にあたってはファザードおよびドームが参考とされたと伝わる。1971年焼失

現在役割を終えて保存されている旧駅舎は、1925年9月30日に竣工した。設計は東京帝国大学教授・塚本靖によるもので、ルツェルン駅を手本としたと伝わる。なお、アムステルダム中央駅（ペトルス・カイペルス設計）とヘルシンキ中央駅（エリエル・サーリネン設計）が参考となったといわれているが誤りである。
1917年から1925年まで朝鮮総督府鉄道の運営を委託されていた南満洲鉄道は、日本・朝鮮・満洲を結ぶ国際列車が発着する駅にふさわしい国際的なレベルの駅舎を目指していた。駅舎の工事は1922年6月に始まり、1924年に完成予定であったが、1923年の関東大震災の影響で工期が延び、工費も減額された。
建築規模は、地上2階地下1階、延床面積6,631 m2で当時としては大型建築物であり、2階に貴賓室と食堂、1階に待合室など、地下に駅事務室があった。1階の待合室の中央には大きなホールがあり、その上部の屋根にはビザンチン風のドームがあった。そのドームの側面にある半円アーチの窓から中央ホールの内部に自然光を引き込んで、明るい空間を形成していた。建物は鉄筋コンクリート造のレンガ組みで、屋根は鉄骨造で天然スレートおよび銅板を敷いて仕上げていた。
旧駅舎は1950年の朝鮮戦争で損傷を受け、修理の過程でコンコースの天窓の意匠が変更された。1958年1月には駅舎南側に特急列車の待合室が増設された。旧駅舎は、戦後の韓国では、同時期完成の朝鮮総督府庁舎とともに日本帝国による朝鮮搾取のために建設された代表的な建築物とされていたが、歴史的に重要な建物であることから、1981年8月25日に大韓民国の史跡第284号に指定された。
1988年のソウルオリンピックに合わせた橋上駅舎の完成で駅機能の多くが旧駅舎から移転した。さらに、2003年に旧駅舎南側に新駅舎が完成した後は駅舎としての役割を終えた。旧駅舎は当初、鉄道文化財団によりシネマテークなど各種の文化施設として用途転用される予定だったが、史蹟284号に指定されているソウル駅を原型保存すべきとする文化財庁は韓国鉄道公社に所有権の移転を要求し、2006年に文化財庁に所有権が移転され、2007年7月には文化観光部によって、いわゆる「複合文化空間」への転換が発表された。
旧駅舎は、2009年4月に改修工事を開始し、2011年8月9日に「文化駅ソウル284」という、ソウル駅の歴史などの展示を中心とする複合文化空間としてオープンした。これに合わせ、韓国の文化観光体育部（2008年に改称）は2008年9月から11月15日まで、最優秀に1400万ウォンなどの賞金を用意し、ソウル駅にまつわる逸話や資料の収集を行った。
2017年11月28日に京義線電鉄のホームの移転により、駅舎としての利用を再開する。

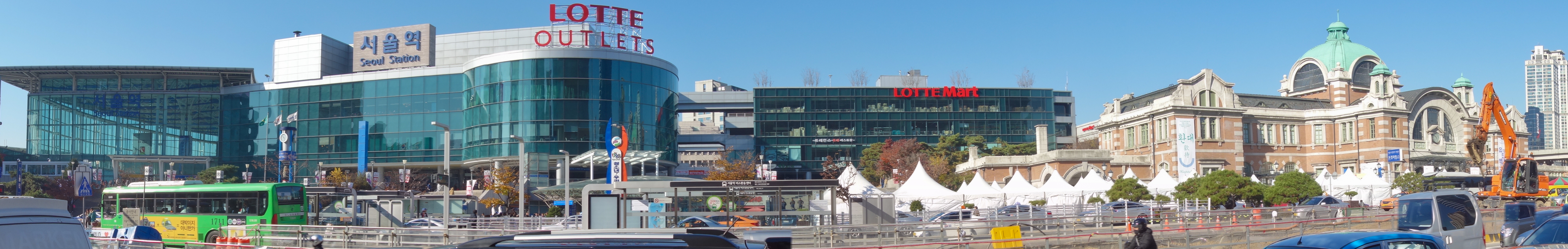
新旧駅舎の位置関係

## 駅構造

### 韓国鉄道公社
改札口は2階と3階に設けられている。主に2階は一般列車（ITX-セマウル・ムグンファ号）、3階はKTXを扱う。KTX開通当時は区別を明確にしていたが、すべてのホームとその階段は相互に接続しているため、最近ではほとんど区別をしなくなった。
島式ホーム7面14線、単式ホーム2面2線、その他側線5線の合計9面21線を有する地上駅で、東端のホーム1面2線と1面1線は首都圏電鉄用高床ホーム、残りのホームはKTXや一般列車が使用する低床ホームである。東端の1・2番ホームでは、朝のラッシュ時に運行される京釜電鉄線の急行列車が、京義線ホーム（ホーム番号なし）は京義・中央線が使用する。
1・2番ホームのみホーム間と空港鉄道・ソウル交通公社（地下ソウル駅）との連絡通路が接続されているが、京義線ホームは連絡通路がなく改札が独立しており、改札外乗り換えとなる（1回用交通カードでは運賃が通算されない）。また、1・2番ホームは運行時間帯以外は閉鎖される。
2017年3月24日、3・4番ホームと1・2番ホームの間に乗換改札口を設置し、地上駅舎を通らずに地下ソウル駅へ直接乗り換え可能になった。
2017年11月28日、KTX京江線（現：KTX江陵線）運行開始に伴い、京義・中央線のホームが、従来の西側から東側ソウル駅旧駅舎横に移転した。
3・4番ホーム上に、KTX車両を模した「鉄道起点」の碑が設置されている。
ロッテアウトレットソウル駅店、ロッテマートソウル駅店、ピザハットが駅舎と併設している。

#### のりば
| ↑新村(京義・中央線)/↑幸信(KTX)/始終着駅(一般列車)        |
| \| 京義                                                  |
| \| 14 13 \| 12 11 \| 10 9 \| 8 7 \| 6 5 \| 4 3 \| 2 1 \| |
| 始終着駅(京義・中央線)/龍山(一般列車)↓                   |

| ホーム | 路線                       | 系統                            | 行先                                         |
| ------ | -------------------------- | ------------------------------- | -------------------------------------------- |
| 京義   | 京義・中央線（京義線電鉄） | 急行・緩行                      | デジタルメディアシティ・一山・金村・文山方面 |
| 1·2    | ●1号線（京釜線電鉄）       | B急行                           | 衿川区庁・天安方面                           |
| 3      | 京釜線                     | ITX-セマウル                    | 大田・東大邱・昌原・馬山・晋州・釜山方面     |
| 4-10   | 京釜線                     | KTX                             | 光明・大田駅・東大邱・蔚山・釜山・浦項方面   |
| 4-10   | 京釜線                     | ITX-セマウル・ムグンファ号      | 大田駅・東大邱・釜山・新海雲台方面           |
| 4-10   | 慶全線                     | KTX・ITX-セマウル・ムグンファ号 | 昌原・馬山・晋州方面                         |
| 4-10   | 湖南線                     | KTX                             | 益山・光州松汀・木浦方面                     |
| 4-10   | 全羅線                     | KTX・南道海洋列車               | 麗水エキスポ方面                             |
| 4-10   | 忠北線                     | ムグンファ号                    | 堤川方面                                     |
| 11-12  | 京釜線・京全線             | KTX・ITX-セマウル・ムグンファ号 | 終着                                         |
| 13-14  | 江陵線・中央線             | KTX                             | 清凉里・万鍾・平昌・江陵・正東津・東海方面   |
| 西部   | 未使用                     |                                 | 旧京義・中央線ホーム                         |

- 13・14番ホームにもITX-セマウル・ムグンファ号の当駅終着列車が到着する。

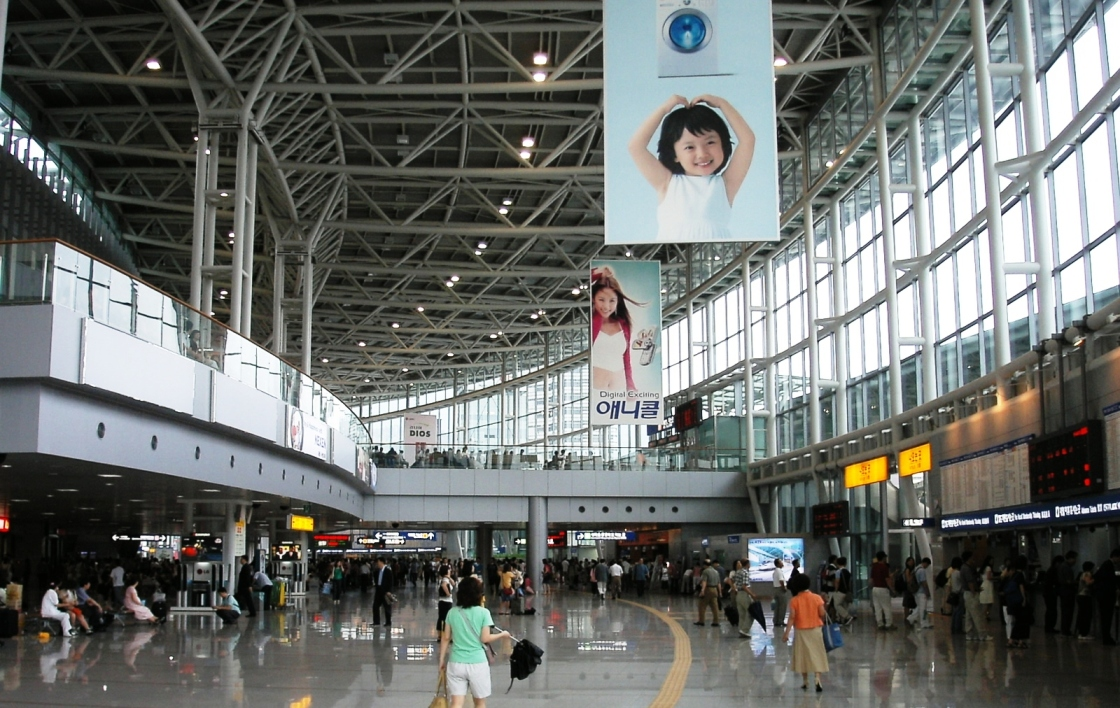
2階
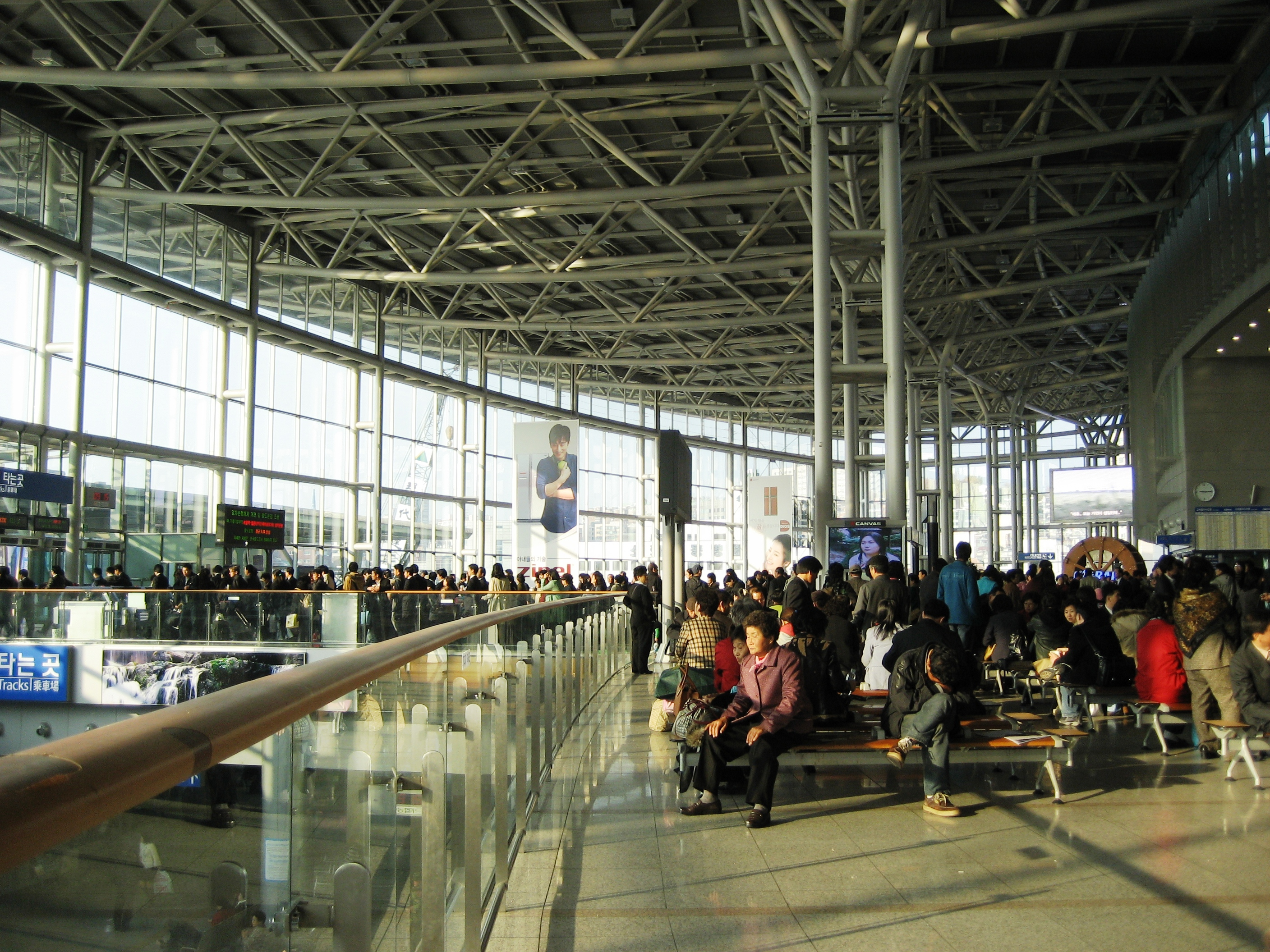
3階
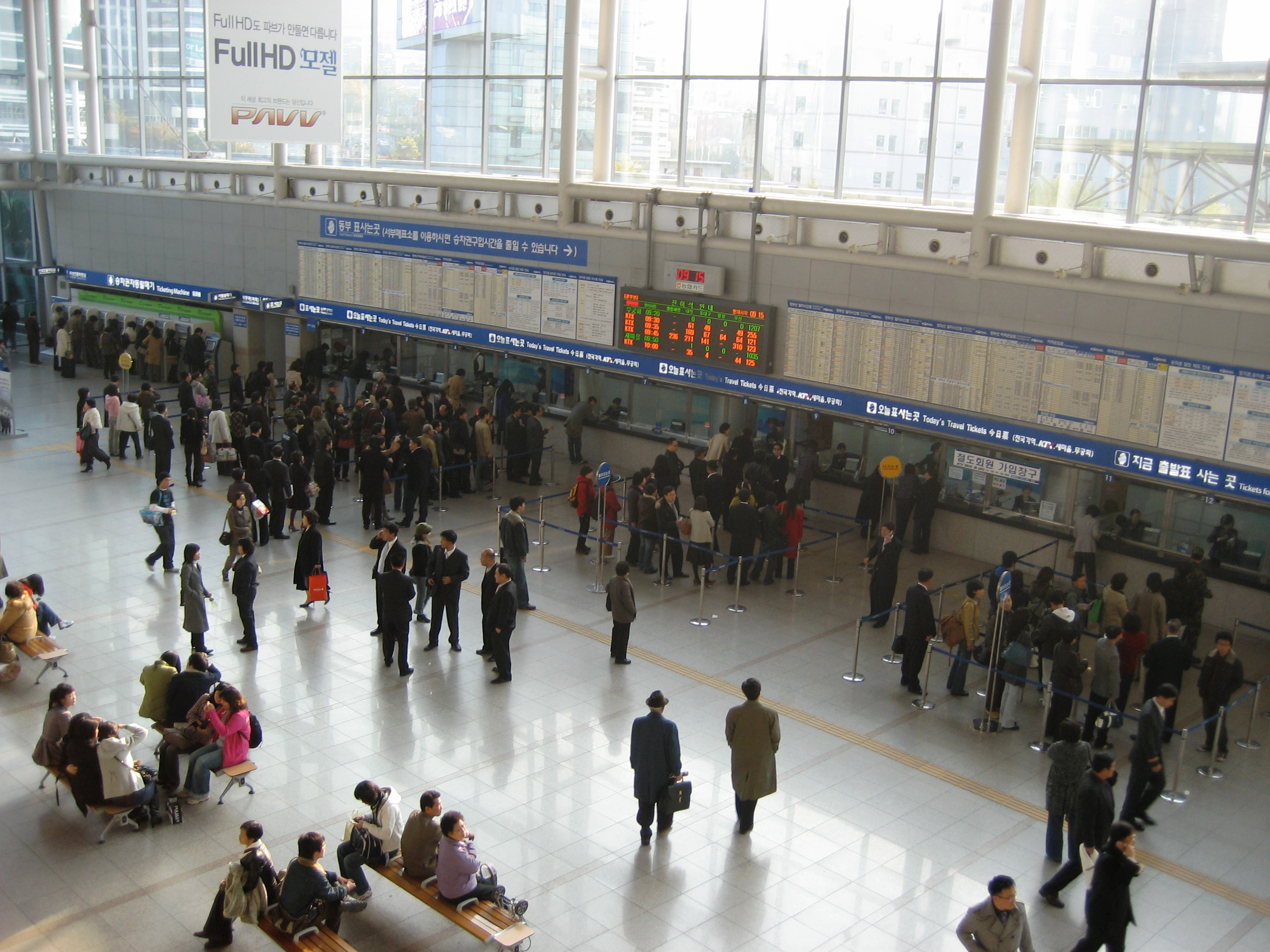
切符売り場（窓口）
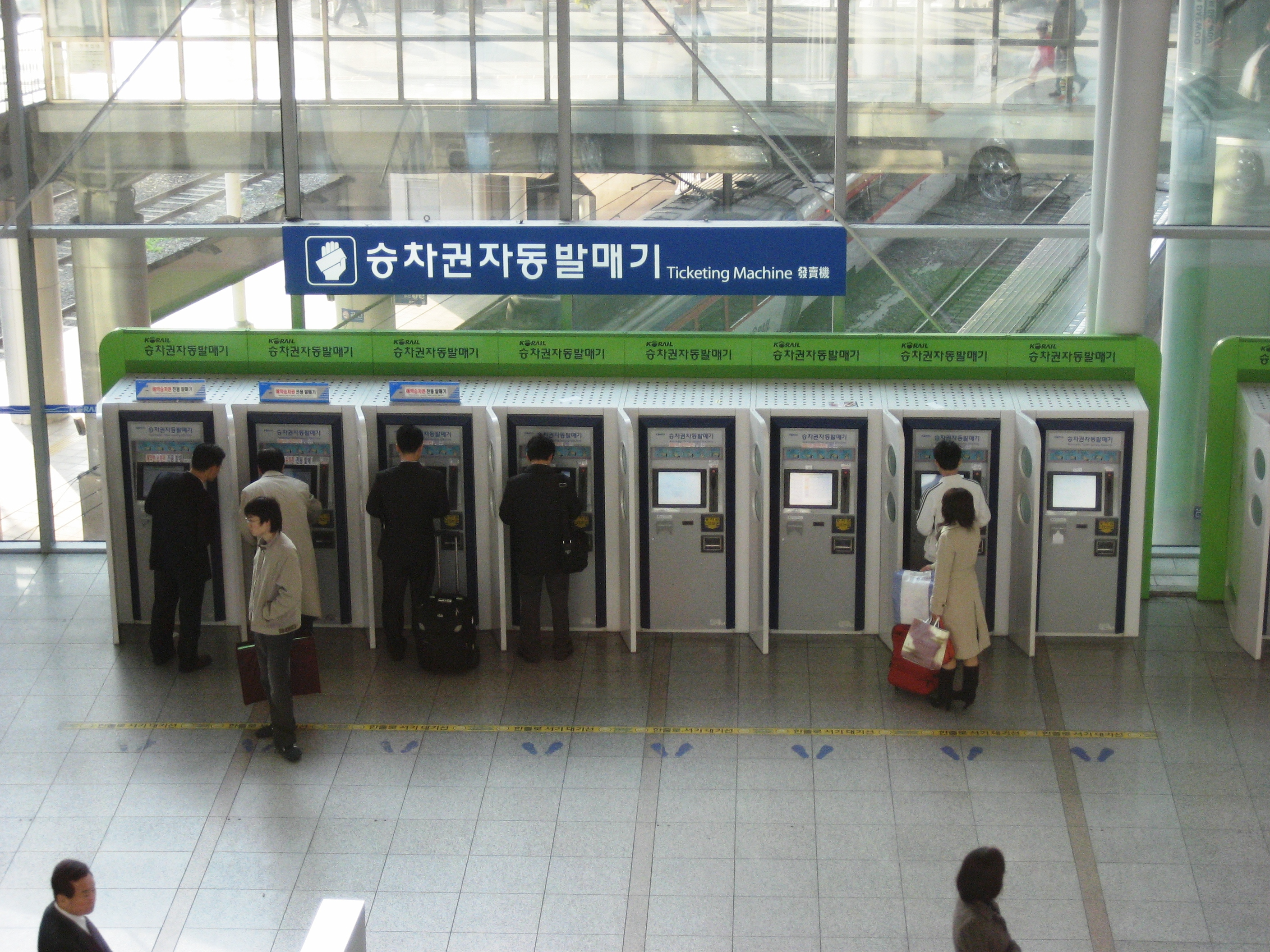
切符売り場（自動券売機）
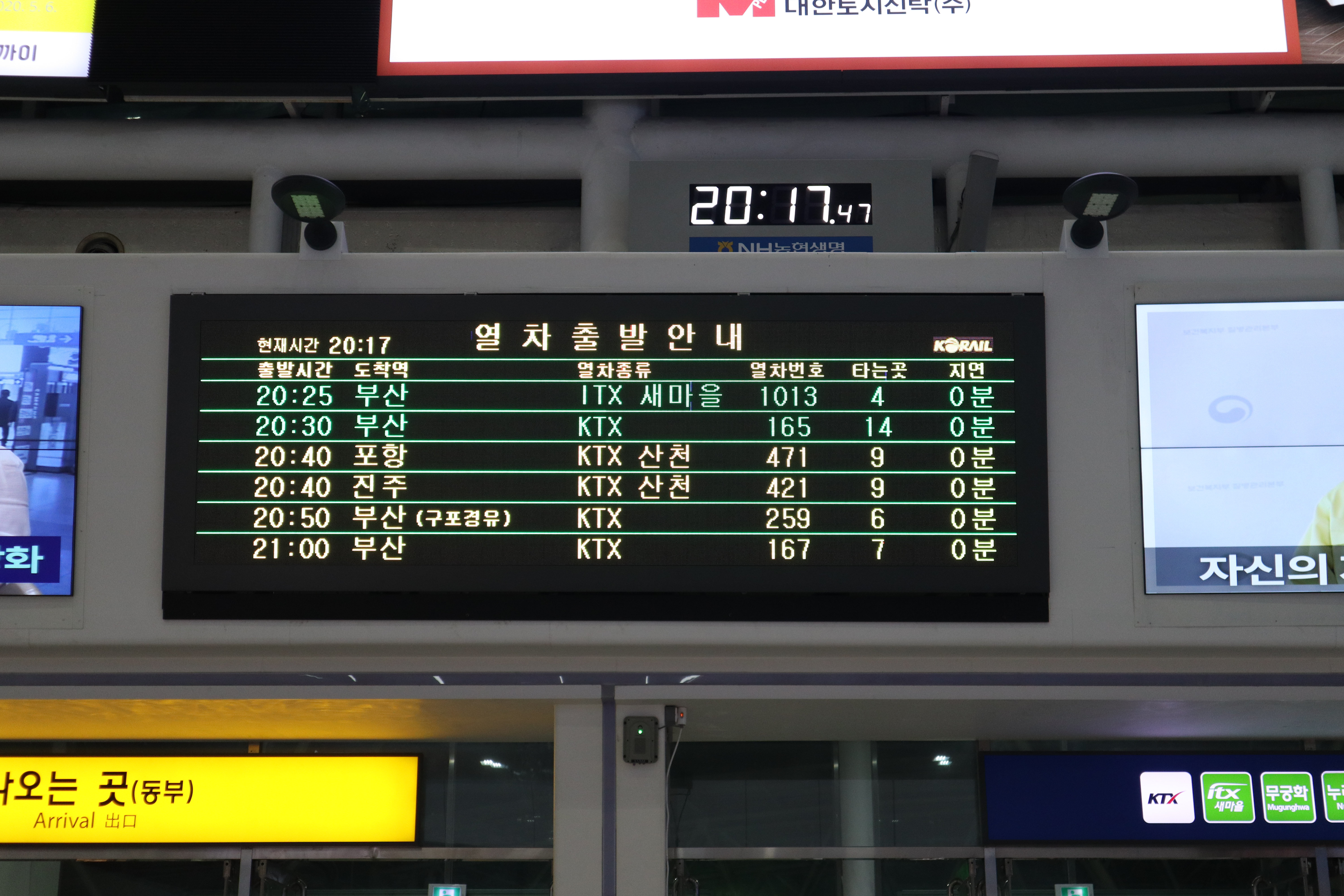
案内表示器
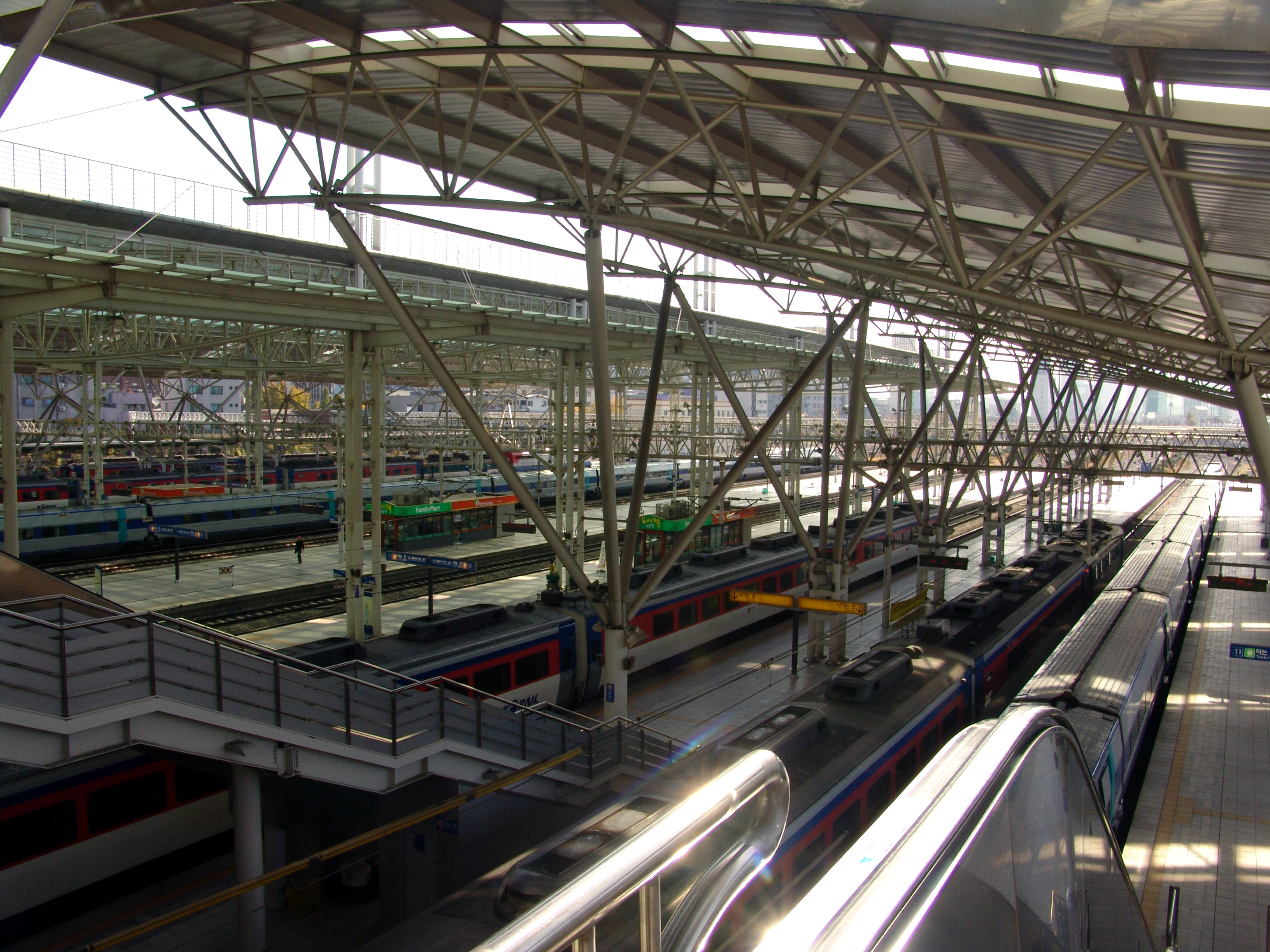
低床ホーム
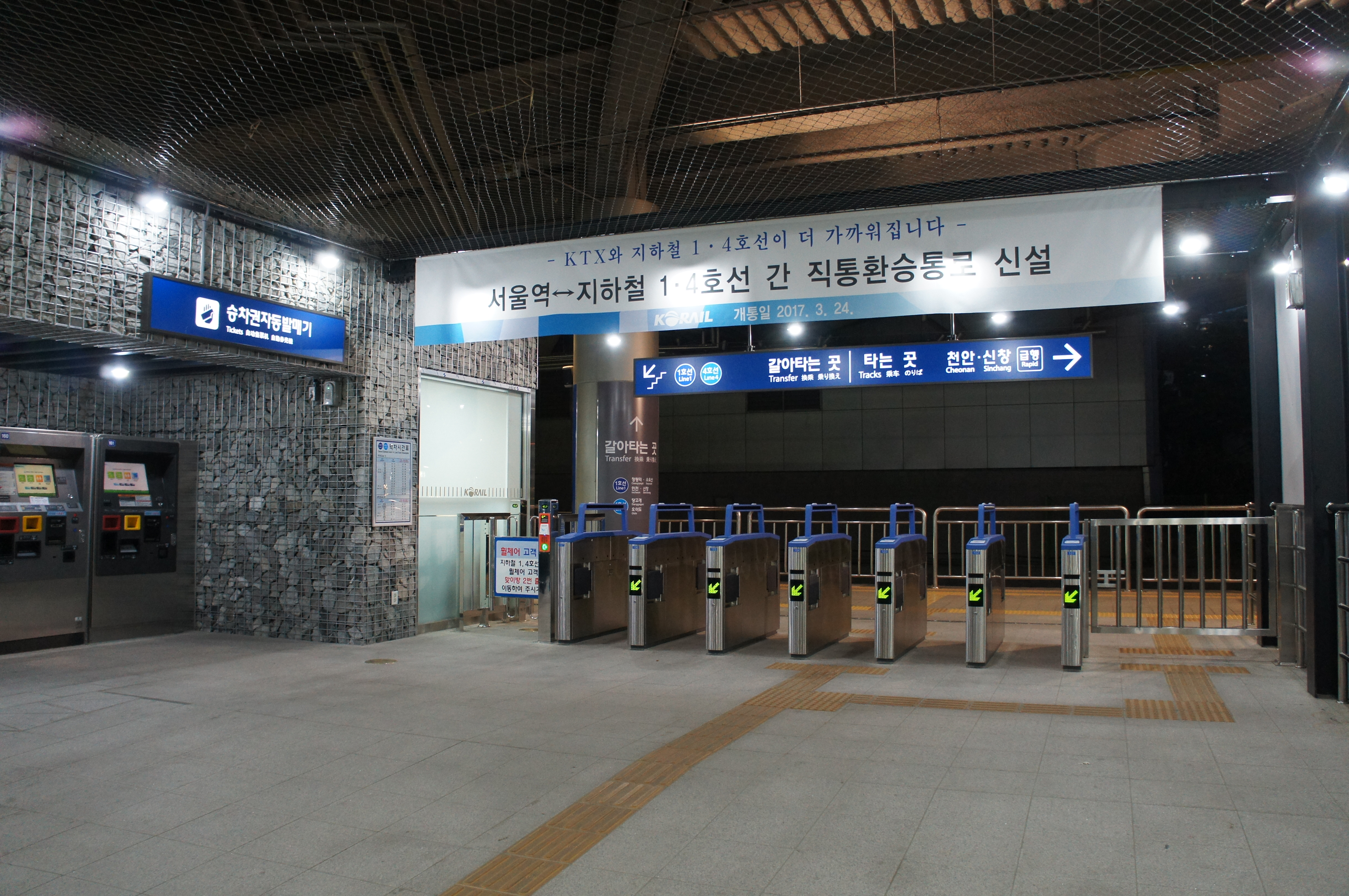
2番ホームと3番ホーム間改札
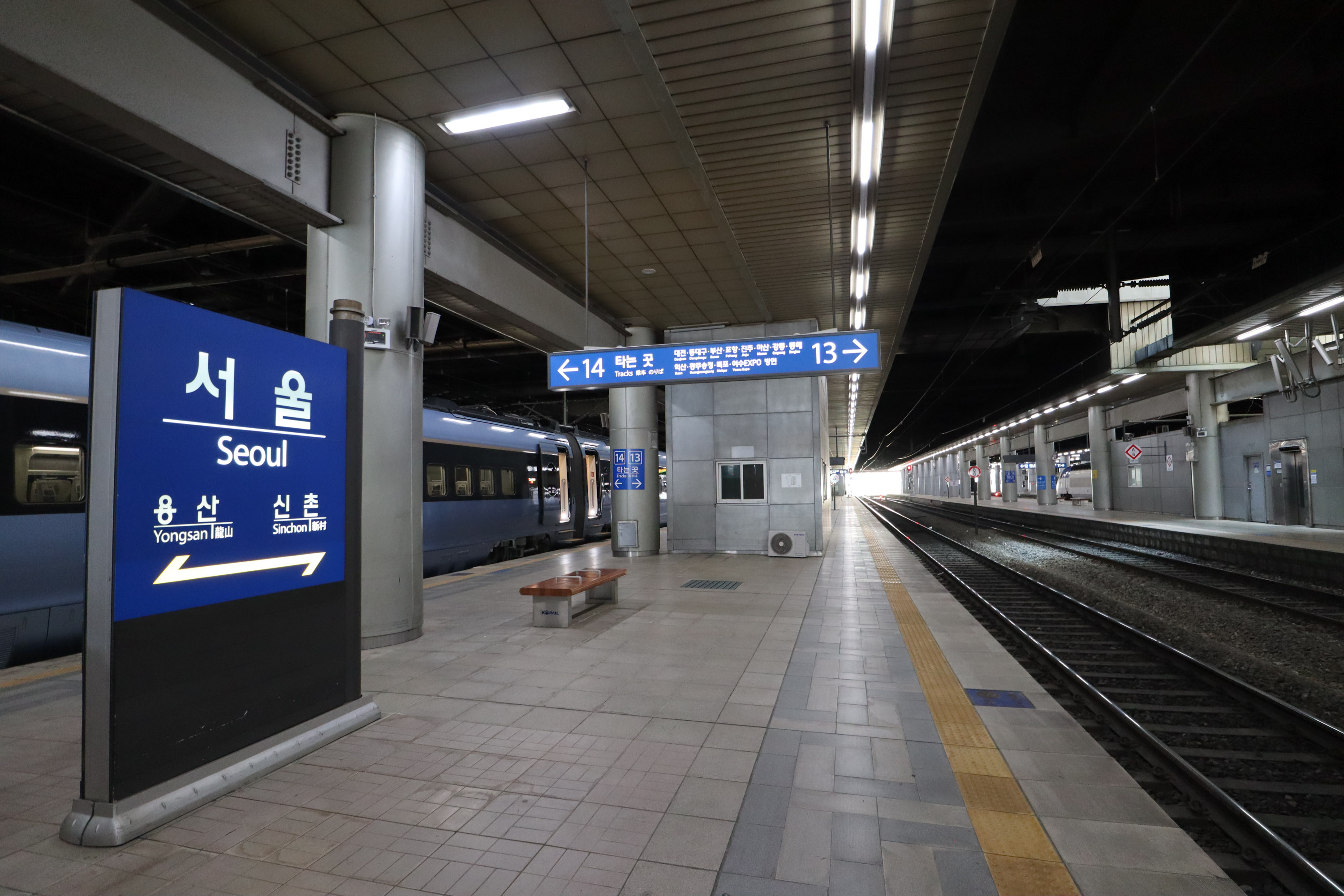
13・14番ホーム
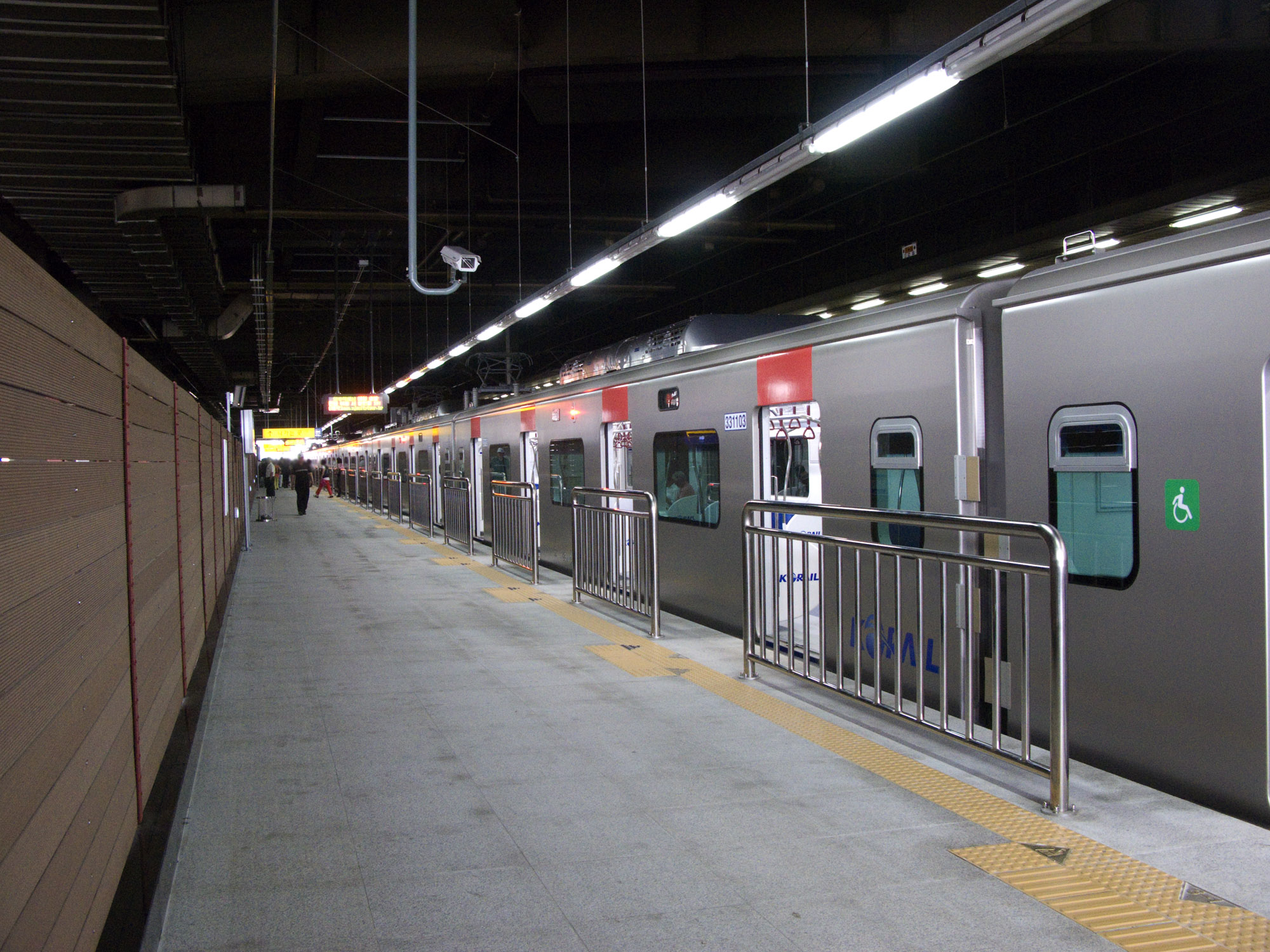
西部ホーム
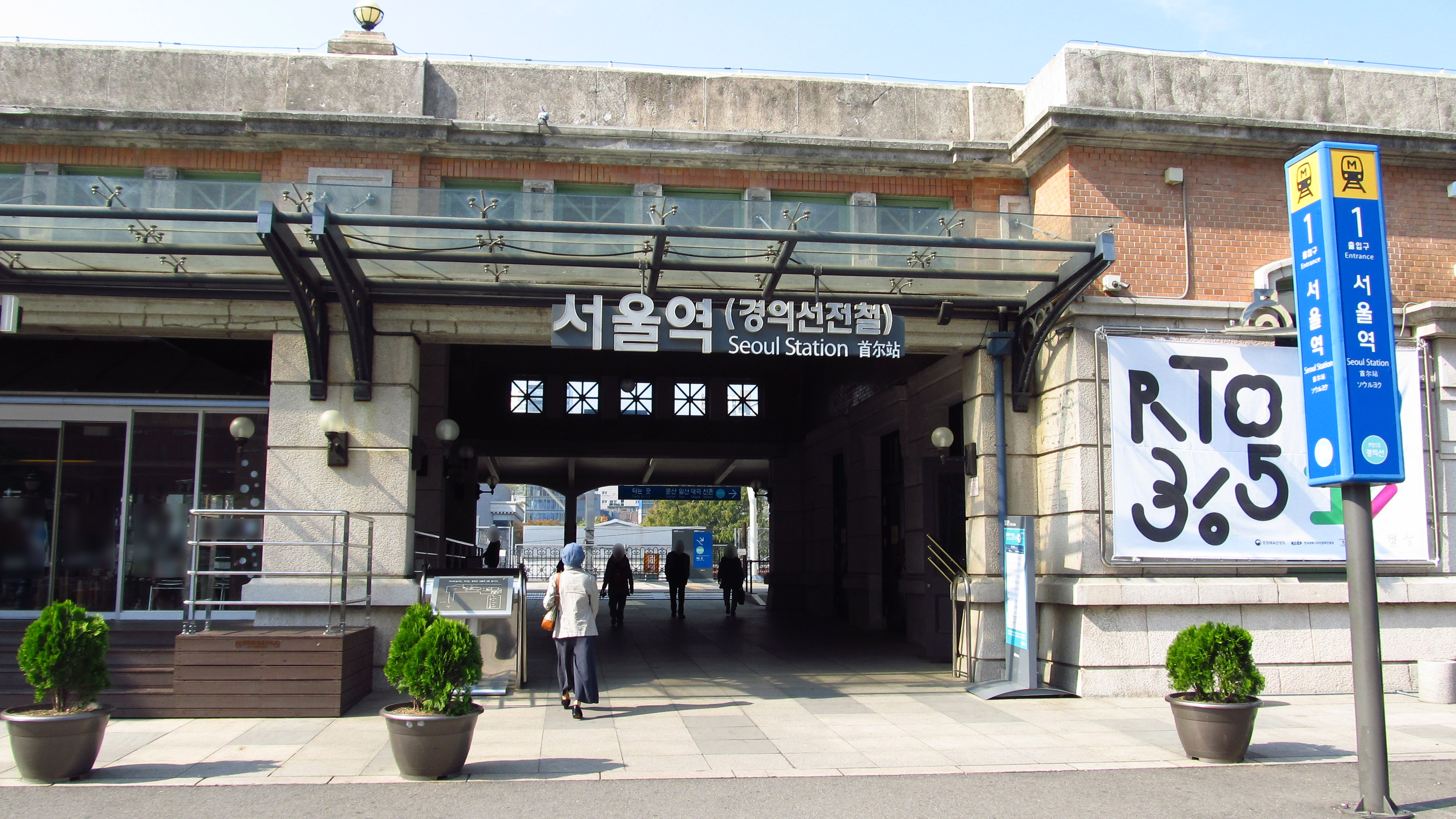
京義線電鉄駅舎
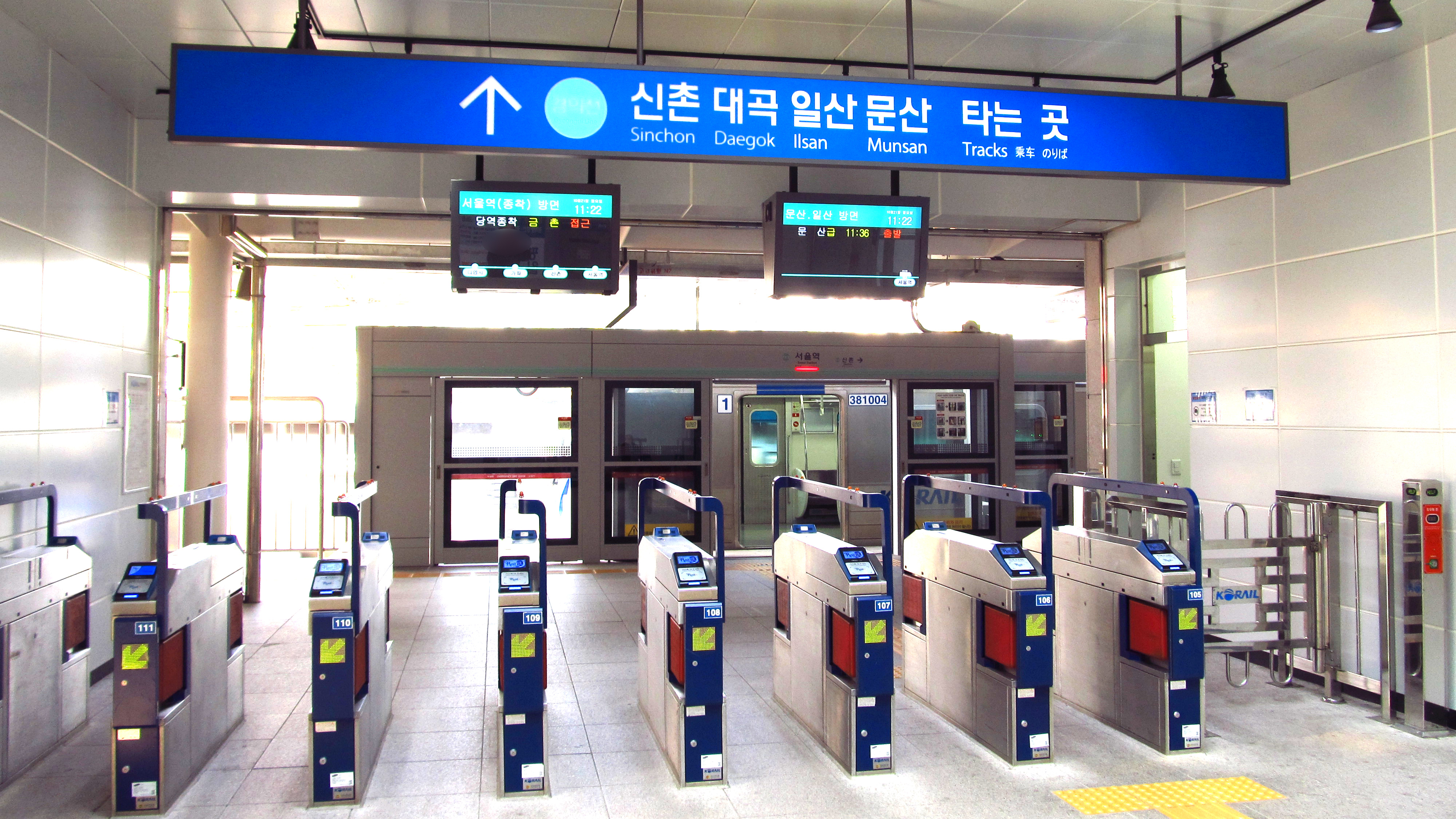
京義線電鉄改札
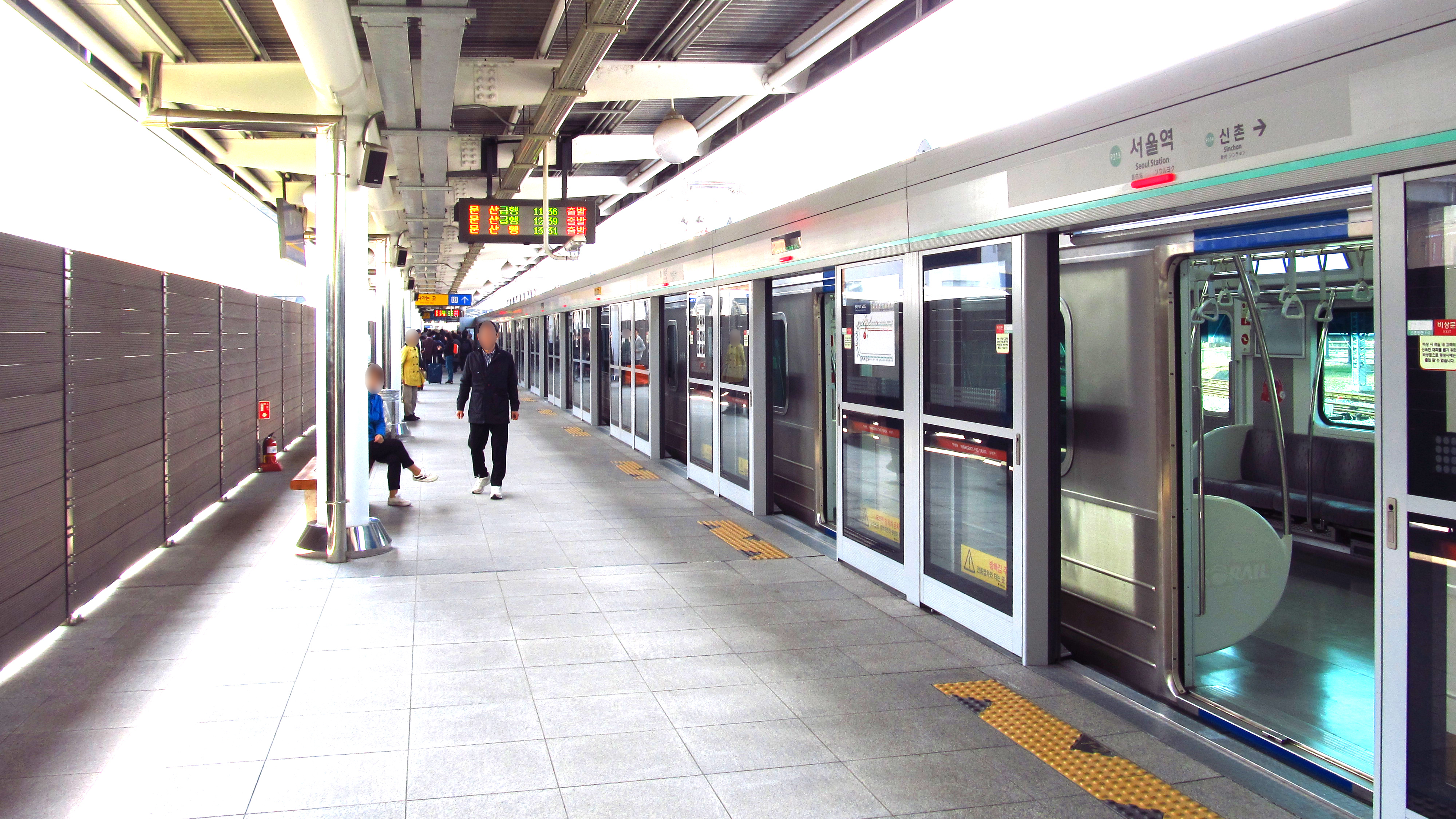
京義線電鉄ホーム

### 空港鉄道
空港鉄道の駅舎はKORAILの駅舎の南西部に位置し、両駅舎は繋がっている。駅舎は地上2階、地下7階の構造で、ホームは地下7階にある。2015年3月、1号線・4号線ソウル駅への連絡通路が開通し、改札外乗り換えが解消されるとともに乗り換え時間が短縮された。地上の京義・中央線ホームへは引き続き、改札外乗り換えとなる。
ホームやコンコースは直通列車と一般列車で分離されており、地下2階に直通列車の改札口と都心空港ターミナルが、地下3階に一般列車の改札口がある。ホームは2面3線構造で、島式1面2線を一般列車が使用し、単式1面1線を直通列車が使用する。エスカレーターが稼動しているが地下深いため、エレベーターのほうが便利である。
この地下2階にある都心空港ターミナルは、直通列車の乗車券を購入済みの大韓航空、アシアナ航空、チェジュ航空、ティーウェイ航空、イースター航空、ジンエアー、エアソウル、エアプサンの国際線利用者に限り、ここで搭乗手続きや出国審査ができる。搭乗手続きと出国審査を経た後、直通列車を利用して仁川国際空港に行くことができる。

#### のりば（空港鉄道）

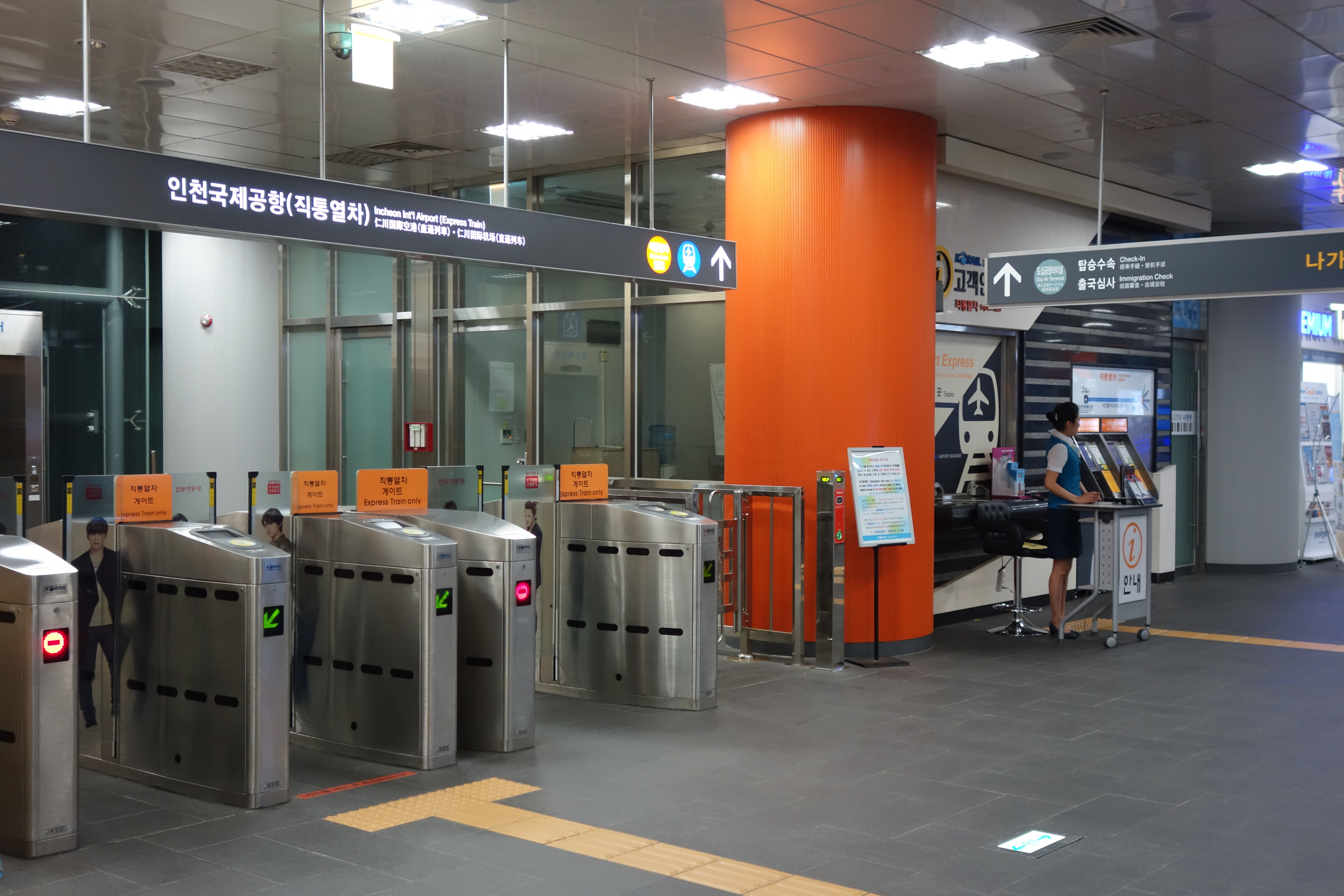
直通列車用改札口
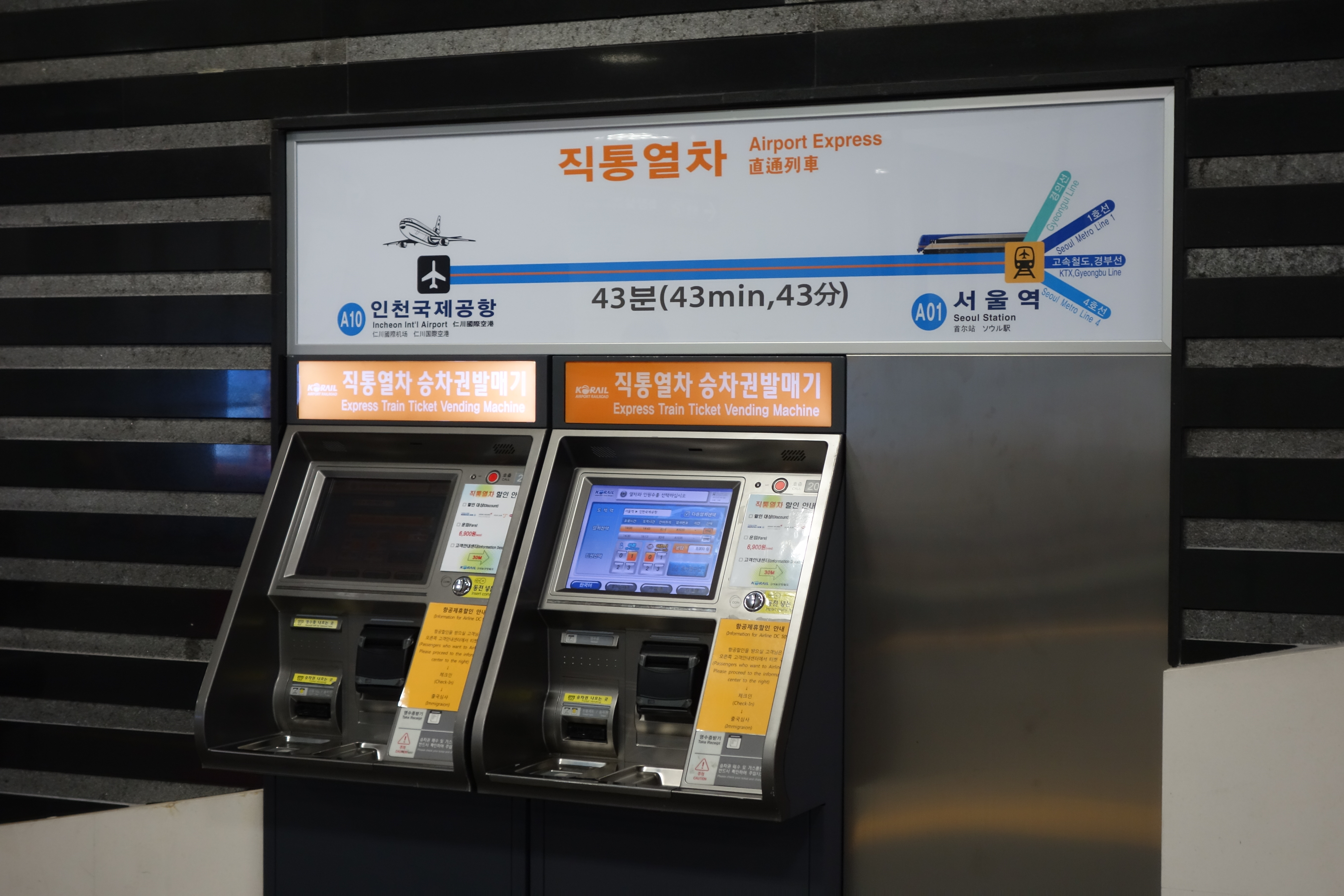
直通列車用券売機
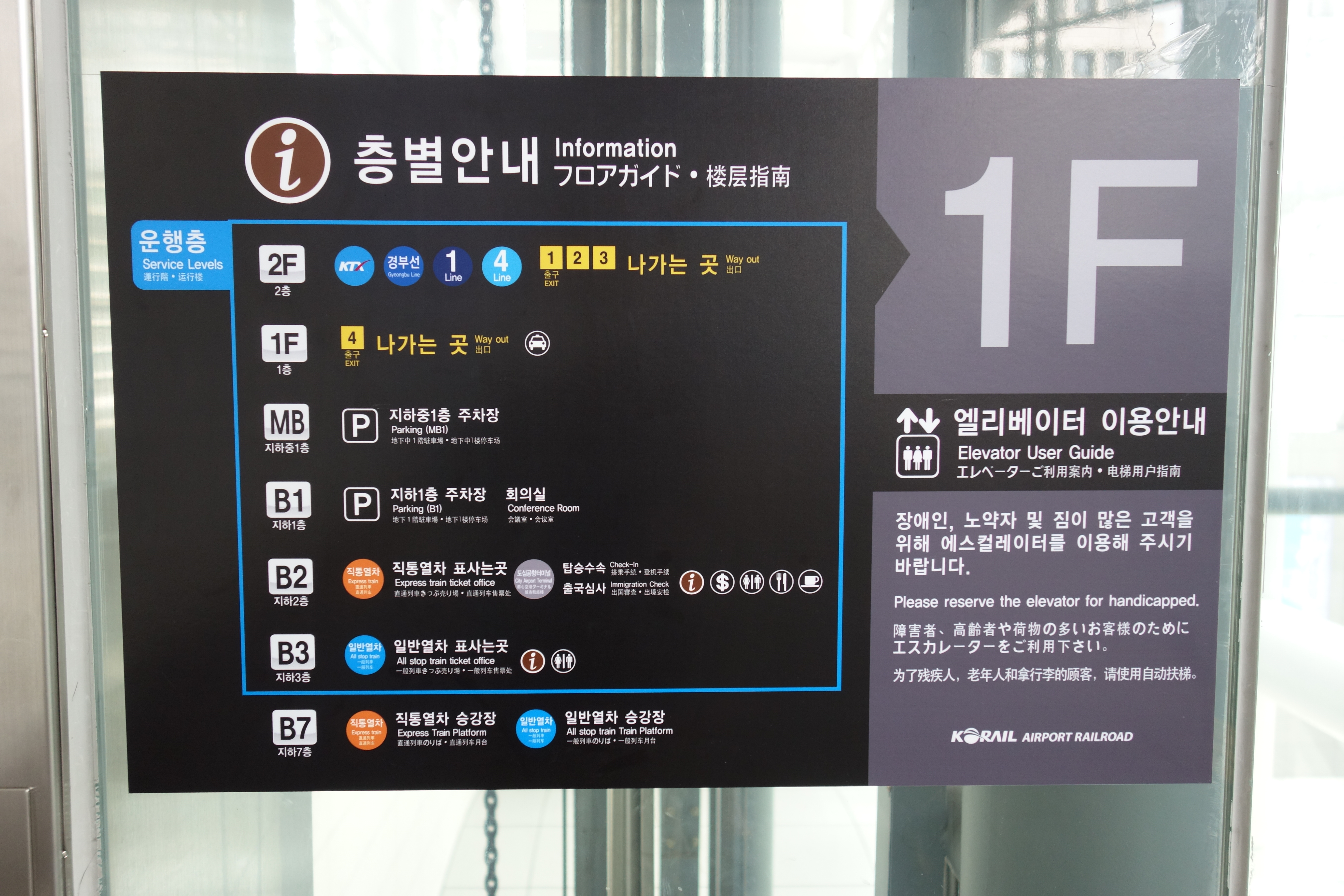
案内板

| 始終着駅                                      |     |  |  |  |    |
| \| \| 2 1 \| \| \| \| 直 \|                   |     |  |  |  |    |
| 孔徳(一般) ↓ /仁川国際空港1ターミナル(直通) ↓ |     |  |  |  |    |
|                                               | 2 1 |  |  |  | 直 |

| ホーム | 路線             | 系統 | 行先                                                                 |
| ------ | ---------------- | ---- | -------------------------------------------------------------------- |
| 2      | 仁川国際空港鉄道 | 一般 | 当駅止まり（直通列車も到着する場合がある）                           |
| 1      | 仁川国際空港鉄道 | 一般 | 金浦空港・黔岩・仁川国際空港1ターミナル・仁川国際空港2ターミナル方面 |
| 直     | 仁川国際空港鉄道 | 直通 | 仁川国際空港1ターミナル・仁川国際空港2ターミナル方面                 |

- 直通列車用改札口
- 直通列車用券売機
- 案内板

## 利用状況

### 韓国鉄道公社
優等列車
| 年度   | 年度 | 年度 | 利用人員   | 利用人員  | 利用人員   | 利用人員 | 利用人員   | 利用人員   | 利用人員   | 利用人員 | 利用人員  |
| 年度   | 年度 | 年度 | 京釜線     | 京釜線    | 京釜線     | 京釜線   | 京釜線     | 京義線     | 京義線     | 京義線   | 京義線    |
| 年度   | 年度 | 年度 | KTX        | セマウル  | ムグンファ | トンイル | 合計       | 統一(通勤) | ムグンファ | KTX      | 合計      |
| ------ | ---- | ---- | ---------- | --------- | ---------- | -------- | ---------- | ---------- | ---------- | -------- | --------- |
| 2001年 | 下り | 乗車 | 未開通     | 3,788,985 | 8,602,006  | 13,899   | 12,529,890 | 279,261    | -          | 未開通   | 279,261   |
| 2001年 | 下り | 降車 | 未開通     | 始発      | 始発       | 始発     | 始発       | 始発       | -          | 未開通   | 始発      |
| 2001年 | 上り | 乗車 | 未開通     | 終着      | 終着       | 終着     | 終着       | 終着       | -          | 未開通   | 終着      |
| 2001年 | 上り | 降車 | 未開通     | 4,054,445 | 9,258,021  | 153,425  | 13,465,891 | 499,348    | -          | 未開通   | 499,348   |
| 2002年 | 下り | 乗車 | 未開通     | 3,555,498 | 7,920,088  | 125,829  | 1,1601,415 | 635,919    | -          | 未開通   | 635,919   |
| 2002年 | 下り | 降車 | 未開通     | 始発      | 始発       | 始発     | 始発       | 始発       | -          | 未開通   | 始発      |
| 2002年 | 上り | 乗車 | 未開通     | 終着      | 終着       | 終着     | 終着       | 終着       | -          | 未開通   | 終着      |
| 2002年 | 上り | 降車 | 未開通     | 3,837,797 | 8,694,785  | 153,425  | 1,268,6007 | 855,218    | -          | 未開通   | 885,218   |
| 2003年 | 下り | 乗車 | 未開通     | 3,264,157 | 7,388,559  | 76,985   | 10,729,701 | 963,397    | -          | 未開通   | 963,397   |
| 2003年 | 下り | 降車 | 未開通     | 始発      | 始発       | 始発     | 始発       | 始発       | -          | 未開通   | 始発      |
| 2003年 | 上り | 乗車 | 未開通     | 終着      | 終着       | 終着     | 終着       | 終着       | -          | 未開通   | 終着      |
| 2003年 | 上り | 降車 | 未開通     | 3,549,812 | 8,117,821  | 92,607   | 11,760,240 | 1,355,848  | -          | 未開通   | 1,355,848 |
| 2004年 | 下り | 乗車 | 6,088,919  | 1,681,539 | 4,101,142  | 17,128   | 11,888,728 | 1,288,230  | -          | -        | 1,288,230 |
| 2004年 | 下り | 降車 | 81         | 始発      | 6,854      | 始発     | 6,935      | 1,284      | -          | -        | 1,284     |
| 2004年 | 上り | 乗車 | 0          | 終着      | 終着       | 終着     | 0          | 終着       | -          | -        | 終着      |
| 2004年 | 上り | 降車 | 6,117,402  | 1,783,472 | 4,144,625  | 21,314   | 12,066,813 | 1,854,197  | -          | -        | 1,854,197 |
| 2005年 | 下り | 乗車 | 9,032,639  | 885,016   | 2374704    | 廃止     | 12,292,368 | 1,642,397  | -          | -        | 1,642,397 |
| 2005年 | 下り | 降車 | 114        | 3         | 32         | 廃止     | 158        | 160        | -          | -        | 160       |
| 2005年 | 上り | 乗車 | 2          | 終着      | 終着       | 廃止     | 2          | 終着       | -          | -        | 終着      |
| 2005年 | 上り | 降車 | 9,356,211  | 901,585   | 2,142,666  | 廃止     | 12,400,462 | 2,344,744  | -          | -        | 2,344,744 |
| 2010年 | 下り | 乗車 | 10,714,388 | 644,341   | 2,829,241  | 廃止     | 14,187,970 | 廃止       | 65         | 3,111    | 3,176     |
| 2010年 | 下り | 降車 | 1          | 始発      | 始発       | 廃止     | 1          | 廃止       | 始発       | 始発     | 始発      |
| 2010年 | 上り | 乗車 | 6          | 終着      | 終着       | 廃止     | 6          | 廃止       | 終着       | 終着     | 終着      |
| 2010年 | 上り | 降車 | 11,048,472 | 577,260   | 2,737,251  | 廃止     | 14,362,983 | 廃止       | 60         | 1,366    | 1,426     |
| 2011年 | 下り | 乗車 | 12,982,123 | 618,817   | 2,658,628  | 廃止     | 16,767,674 | 廃止       | -          | 3,749    | 3,749     |
| 2011年 | 下り | 降車 | 3          | 始発      | 始発       | 廃止     | 3          | 廃止       | -          | 始発     | 始発      |
| 2011年 | 上り | 乗車 | 6          | 終着      | 終着       | 廃止     | 6          | 廃止       | -          | 終着     | 終着      |
| 2011年 | 上り | 降車 | 13,211,576 | 542,431   | 2,524,226  | 廃止     | 16,883,862 | 廃止       | -          | 1,732    | 1,732     |

首都圏電鉄
| 年度   | 1日平均乗車人員 | 1日平均乗車人員 | 1日平均乗車人員 |
| 年度   | 京釜電鉄線      | 京義電鉄線      | KORAIL空港鉄道  |
| ------ | --------------- | --------------- | --------------- |
| 2000年 | 19,783          | 未開通          | 未開通          |
| 2001年 | 17,958          | 未開通          | 未開通          |
| 2002年 | 18,537          | 未開通          | 未開通          |
| 2003年 | 19,509          | 未開通          | 未開通          |
| 2004年 | 15,879          | 未開通          | 未開通          |
| 2005年 | 18,467          | 未開通          | 未開通          |
| 2006年 | 18,916          | 未開通          | 未開通          |
| 2007年 | 19,054          | ?               | 未開通          |
| 2008年 | 18,940          | ?               | 未開通          |
| 2009年 | 18,753          | 4,237           | 未開通          |
| 2010年 | 20,186          | 5,504           | 8,272           |
| 2011年 | ?               | 6,146           | 11,486          |

## 駅周辺

### 東側

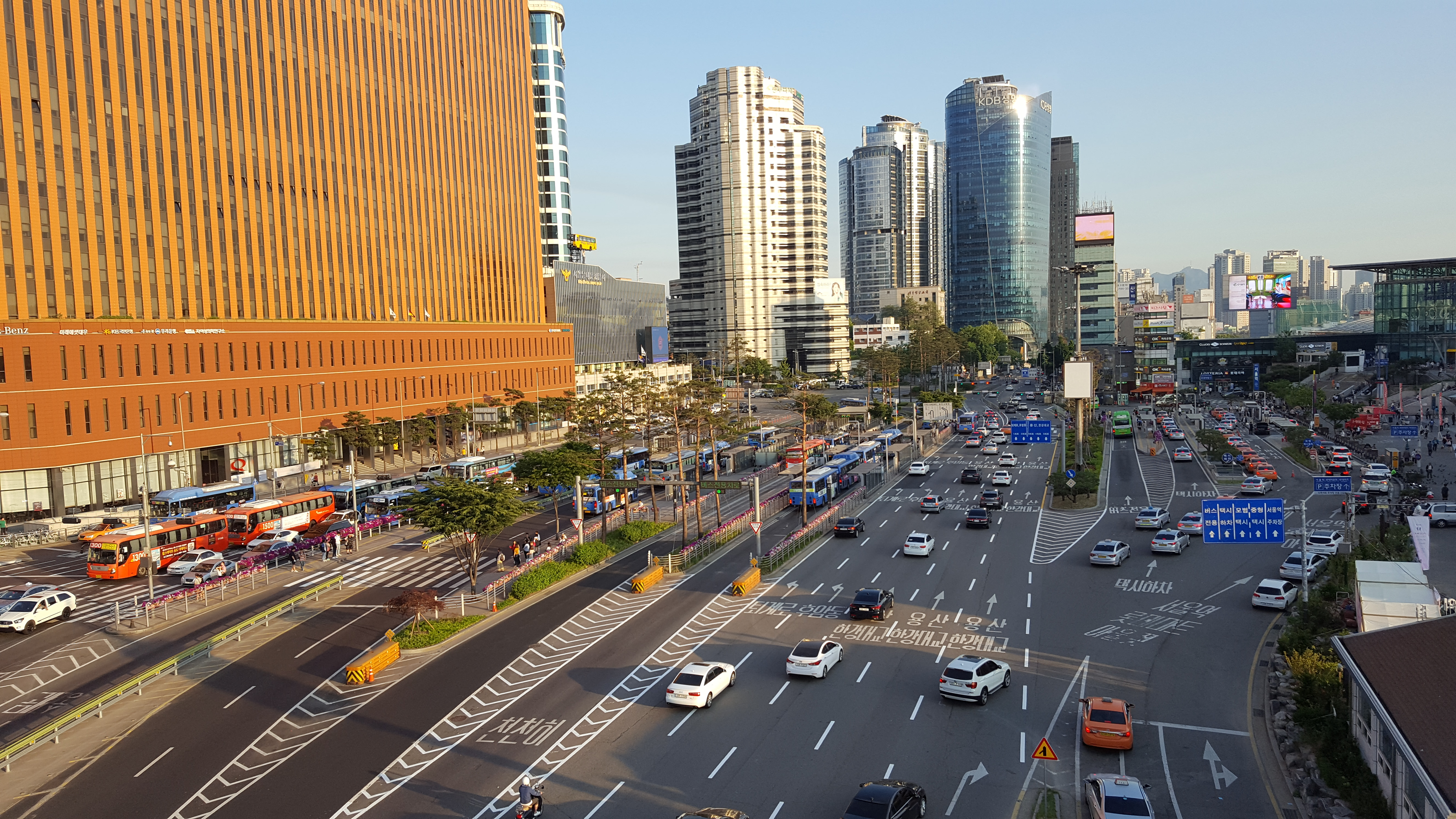
東側の様子

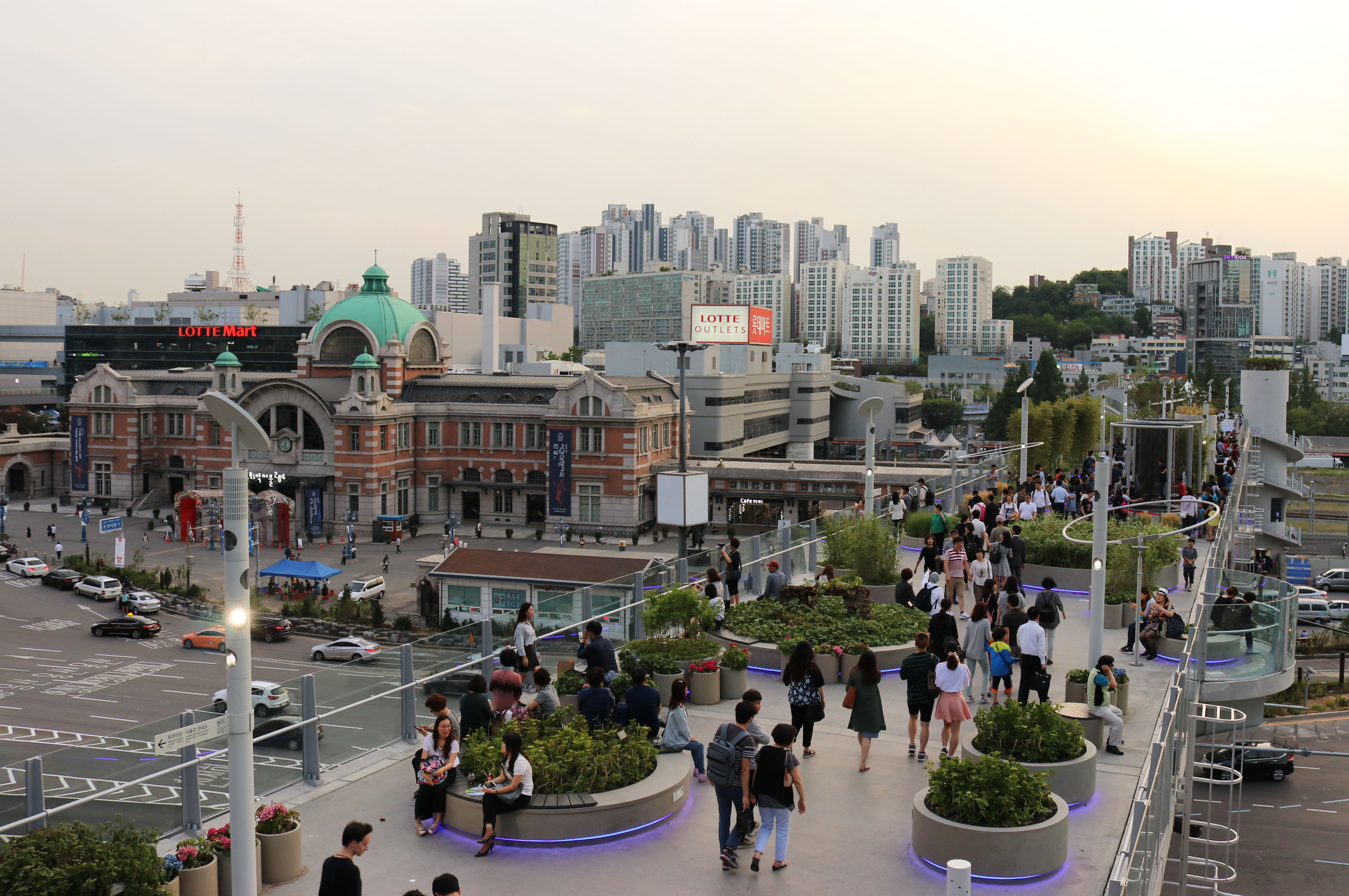
駅の東西をつなぐ遊歩道「Seoullo7017」

- 地下ソウル駅（ソウル交通公社）
- ソウル駅バス乗換センター
- 姜宇奎像
- 旧ソウル駅舎（文化駅ソウル284）
- ソウル南大門警察署
- 南大門市場
- 崇礼門
- LGイノテク（朝鮮語版）本社
- GS建設（朝鮮語版）本社
- ミレミアムソウルヒルトンホテル
- 厚岩洞住民センター
- ソウル駅前郵便局
- ソウルスクエアモール
- 延世財団セブランスビル
- 大宇財団ビル
- ソウルシティタワー
- 南大門教会

### 西側
- 韓国鉄道公社首都圏本部
- 京畿女子商業高等学校（朝鮮語版）
- ウリィ銀行
- 万里洞1街郵便取扱所
- 蓬莱初等学校
- 孫基禎記念公園
- 中林洞住民センター
- 小花児童病院
- 国立劇団（朝鮮語版）

## バス路線
詳細はソウル駅バス乗換センターを参照。

## 隣の駅
韓国鉄道公社
京釜線
■ KTX
幸信駅 - ソウル駅 - 光明駅
■ KTX（水原駅経由）・■ ITX-セマウル・■ ムグンファ号
ソウル駅 - 永登浦駅
慶全線
■ KTX・■ ITX-セマウル・■ ムグンファ号
ソウル駅 - 永登浦駅
東海線
■ KTX
幸信駅 - ソウル駅 - 光明駅
湖南線
■ KTX
幸信駅 - ソウル駅 - 龍山駅
全羅線
■ KTX
幸信駅 - ソウル駅 - 龍山駅
■ 南道海洋列車
ソウル駅 - 永登浦駅
江陵線
■ KTX
ソウル駅 - 清凉里駅
忠北線
■ ムグンファ号
ソウル駅 - 永登浦駅
 1号線
京釜線急行A
 京義・中央線
京義線急行・緩行
ソウル駅 (P313) - 新村駅 (P314)
空港鉄道
 仁川国際空港鉄道
直通
ソウル駅 (A01) - 仁川国際空港1ターミナル駅 (A10)
一般（各駅停車）
ソウル駅 (A01) - 孔徳駅 (A02)
首都圏広域急行鉄道
 A路線
ヨンシンネ駅 (X105) - ソウル駅 (X106)